# Ketouba

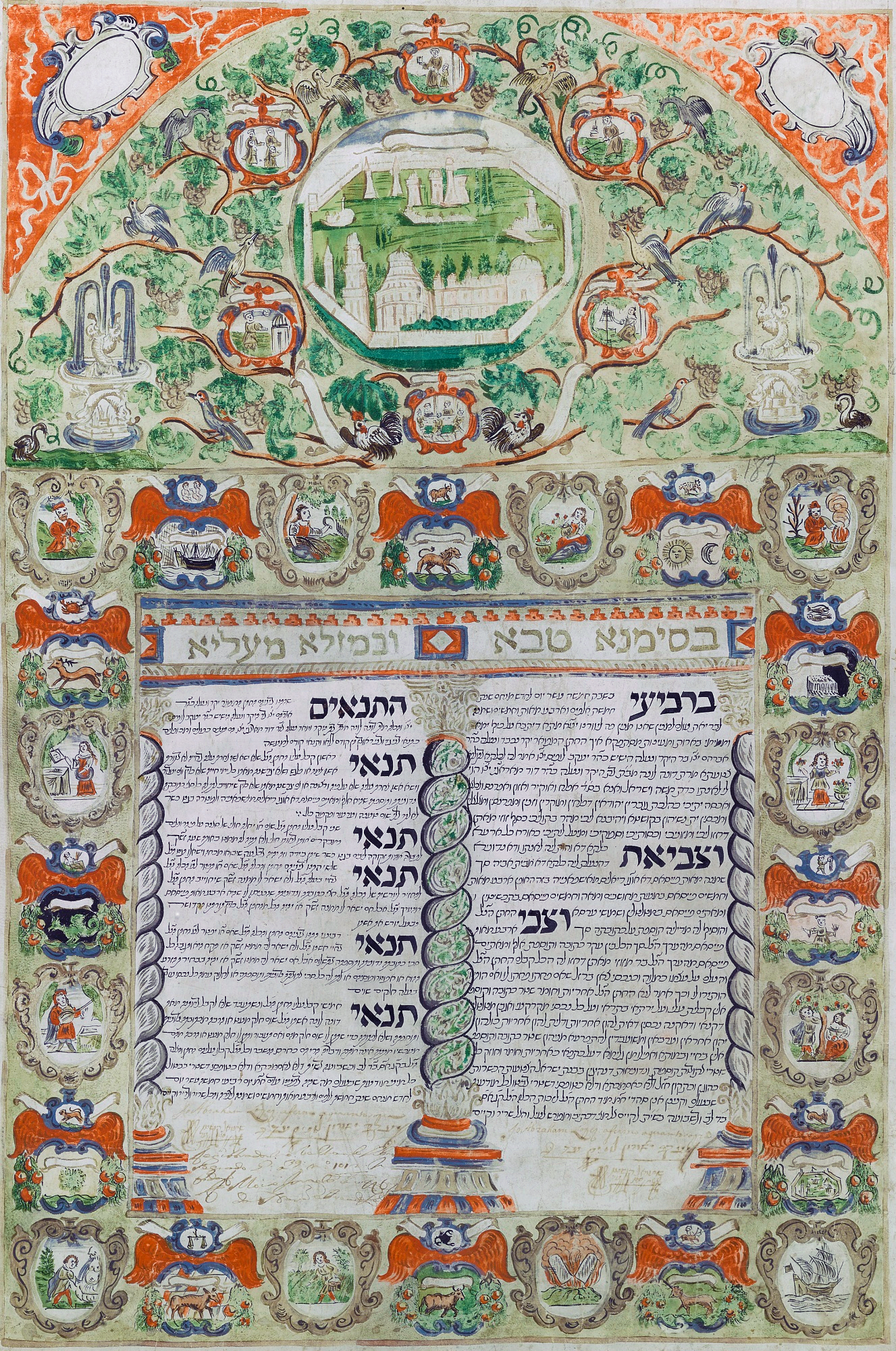
Rare Ketouba célébrant le mariage d'Abraham, fils de Jacob Lopez, à Dona Luna, fille de David Marini, le mercredi 15 Av, 5458 (23 Juillet 1698) à Livourne (Italie).

La ketouba (de l'araméen ketoubba, « document écrit ») est un contrat de mariage juif.
Censée fixer les obligations y compris monétaires du fiancé vis-à-vis de sa future épouse, elle est constituée des noms des futurs époux, de leurs parents et de leurs témoins. Elle fixe les devoirs de chacun selon la loi juive et attribue une protection particulière pour l'épousée.

## Fonction historique

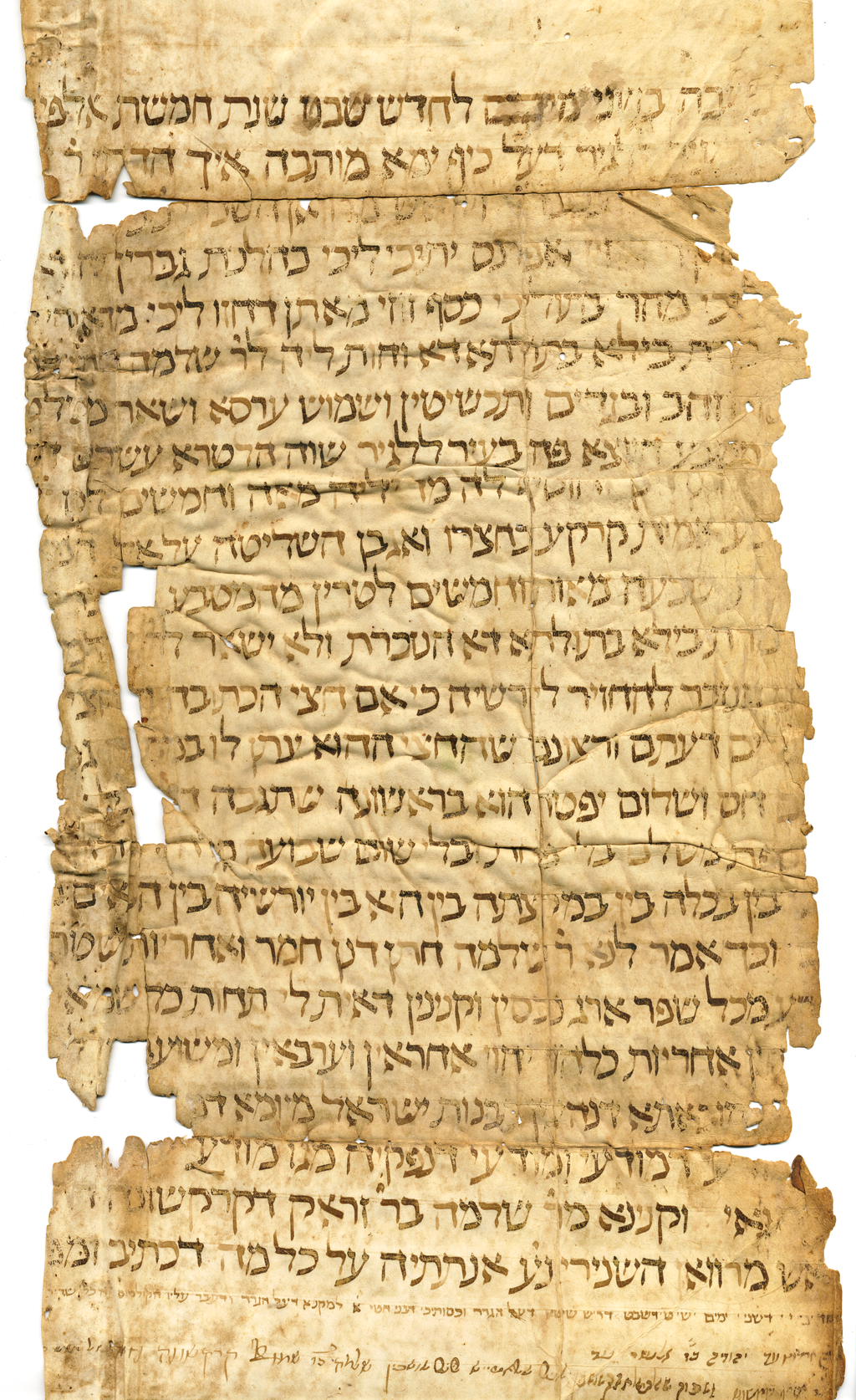
Ketouba célébrant le mariage de Shelomò, fils de Zare de Carcassona et de Bella di Merwanha, à Alghero (Sardaigne) au XIV° s., avant l'Inquisition et l'expulsion des Juifs en 1492.

La ketubah remplaçait le mohar biblique - le prix payé par le marié à la mariée ou à ses parents pour le mariage (c'est-à-dire la dot). La ketubah servait de contrat, par lequel le montant dû à la femme (la dot) devait être payé en cas de cessation du mariage, soit par la mort du mari, soit par le divorce. Le mohar biblique avait créé un problème social majeur : de nombreux jeunes futurs maris ne pouvaient pas réunir le mohar à l'époque où ils auraient normalement dû se marier. Pour permettre à ces jeunes gens de se marier, les rabbins ont donc retardé la date à laquelle la somme devait être versée.  

## Ketouba antique
Une des plus anciennes ketubot de la documentation est celle retrouvée dans la Grotte aux lettres, appartenant Babatha, née vers 104 après J.-C. et morte vers 132 - soit à l'époque du Second Temple, à la fin du Ier et au début du IIe siècle -, fille de Shimon et Miriam, dans la ville de Mahuza, près de celle de Zoar, sur la rive sud-est de la mer Morte. La date de la ketouba est endommagée mais le montant d'argent que son mari lui avait donné était « Zurin Mea », qui, selon la loi juive, est celui qui est dû à une veuve ou à une divorcée. La formule d'ouverture de la ketouba stipule que le mariage est célébré « selon la loi de Moïse et des Juifs » - et non « selon la loi de Moïse et d'Israël » -, comme le mentionnent également la Mishna et le Talmud de Jérusalem,. D'après l'une des sections de la ketouba, il est sous-entendu qu'elle a été enregistrée dans la version judéenne (qui incluait Ein Gedi) et non dans la version de Jérusalem et de Galilée, comme indiqué dans la Mishna,.

## Contenu
De manière générale, le fiancé juif s'engage dans la ketouba à fournir à sa femme trois choses essentielles : des vêtements, de la nourriture et des relations conjugales, ainsi qu'à lui verser une somme d'argent préétablie en cas de divorce.
Le document est lu à voix haute durant la cérémonie devant l'assemblée, signé par deux témoins juifs et confié à la mariée.

## Galerie

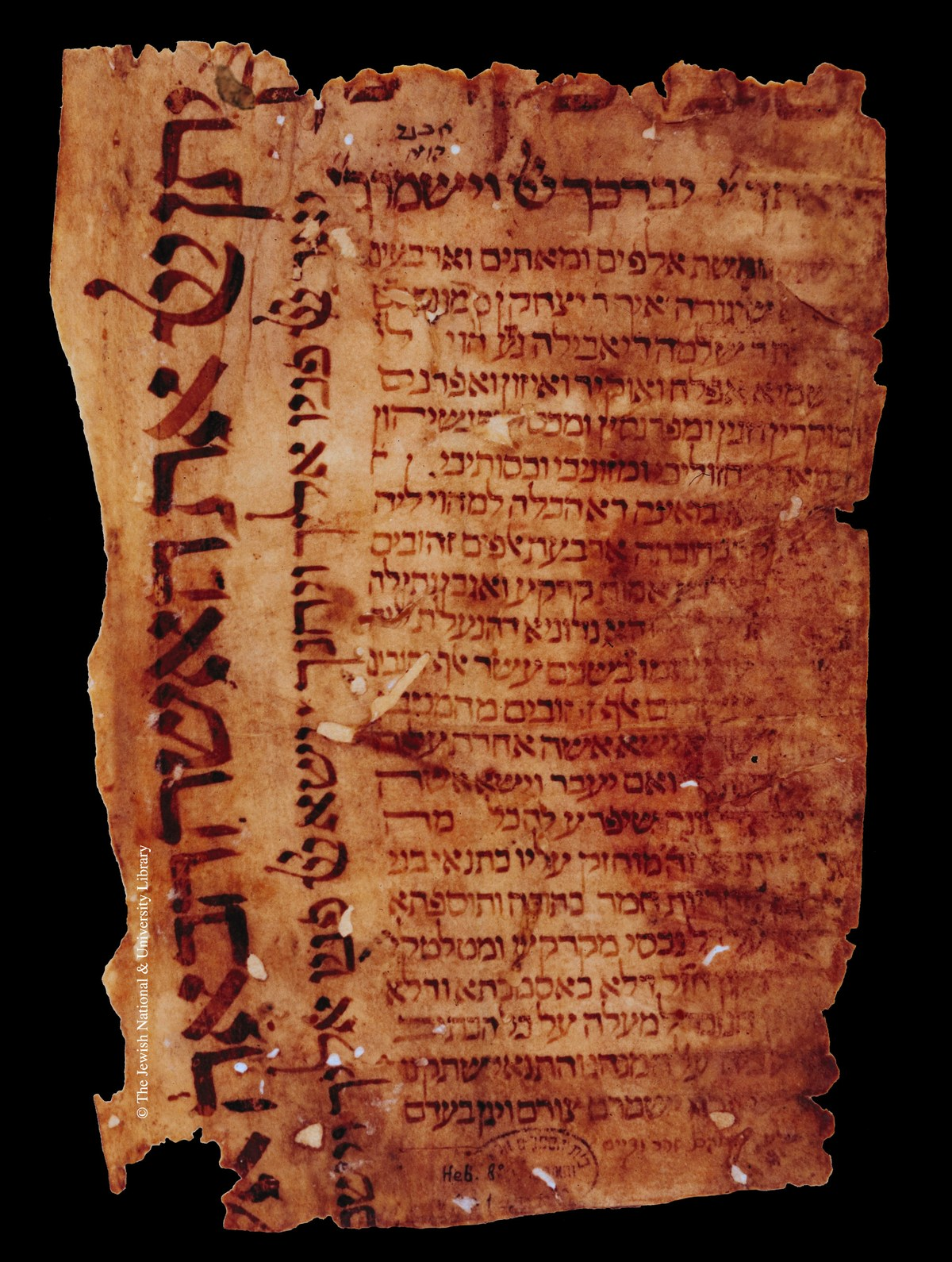
Ketouba de Segura, en Espagne, 1480
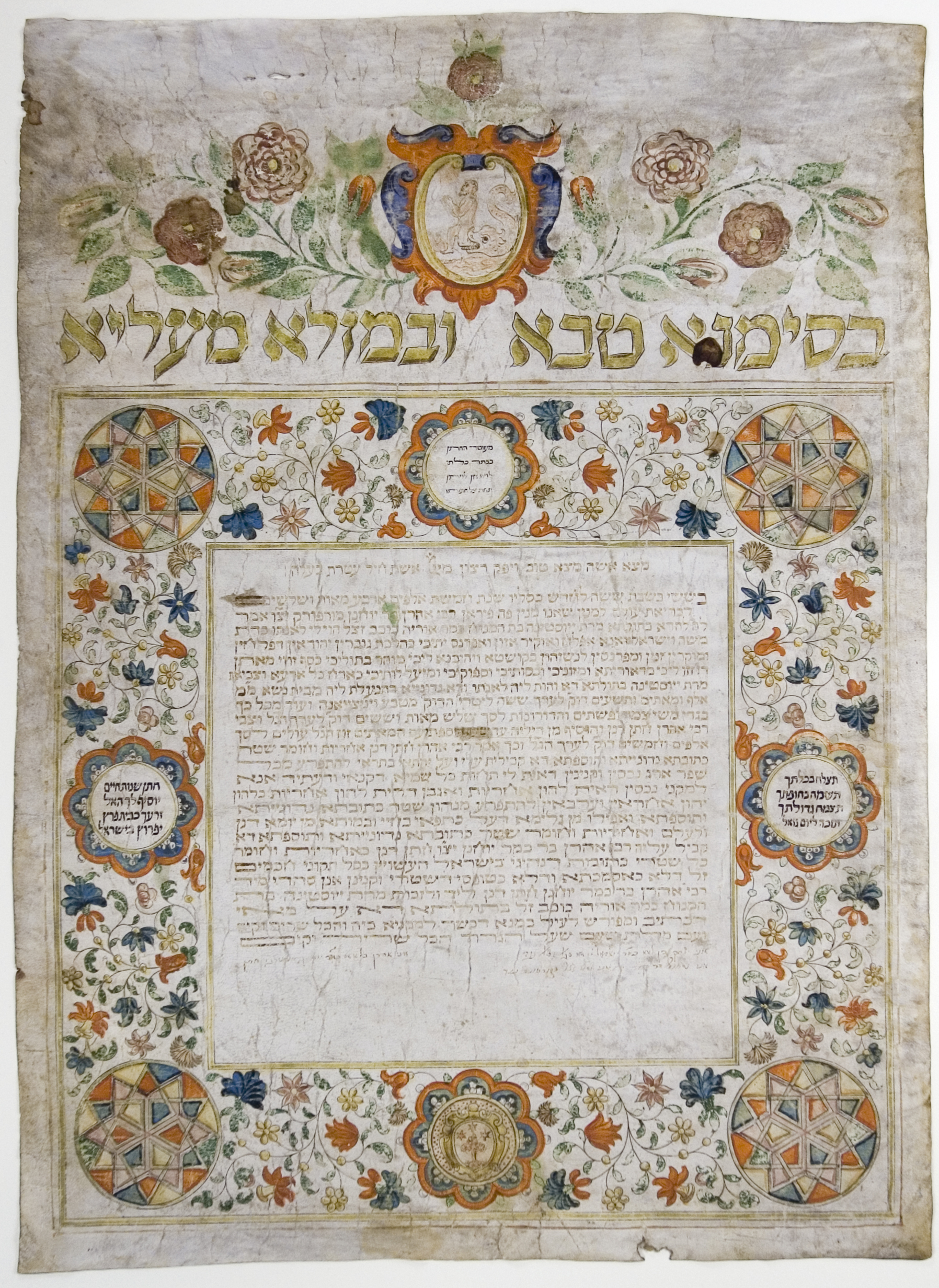
Ketouba de Piran (Slovénie), 1669.
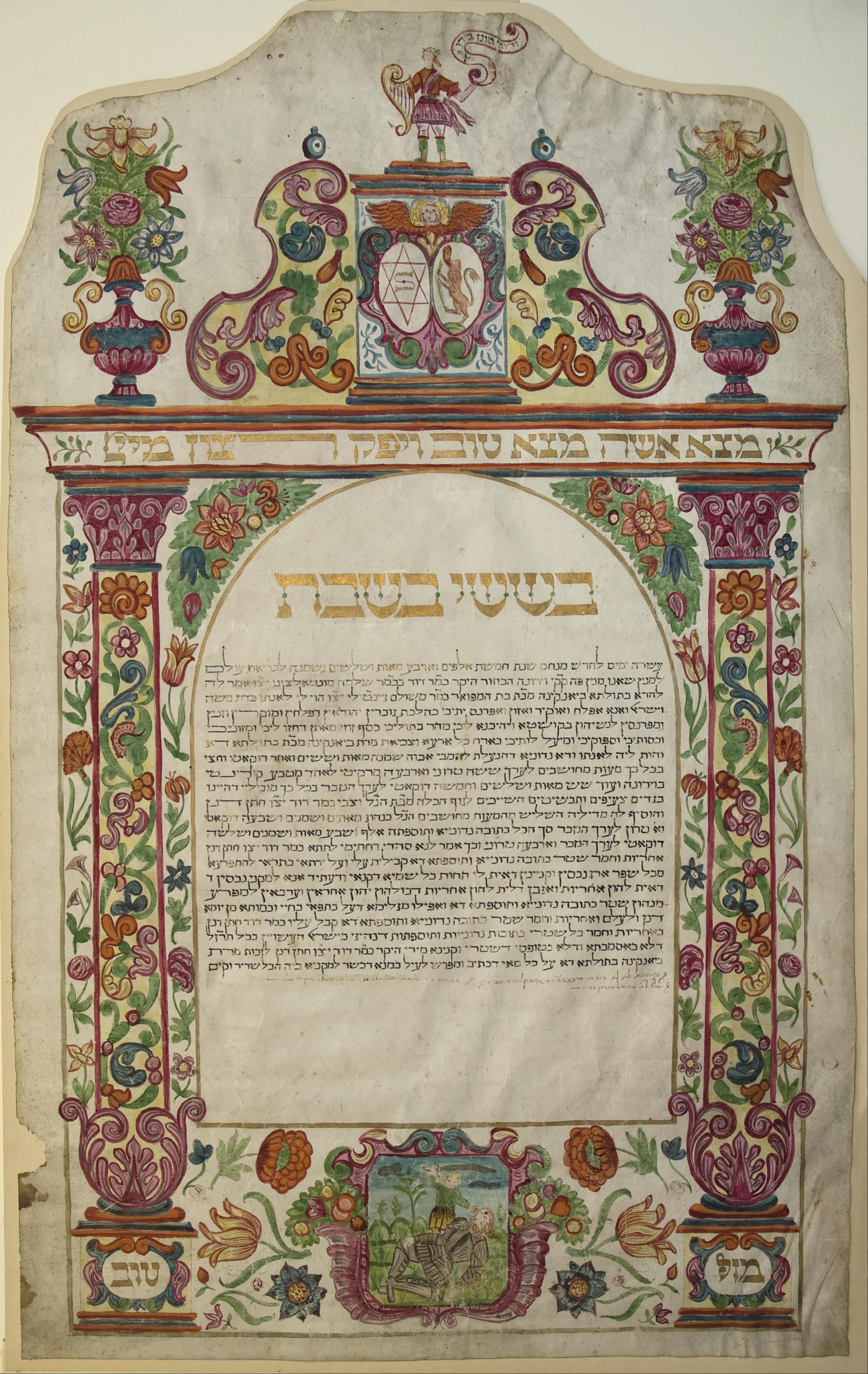
Ketouba de Verone (Italie), 1678.
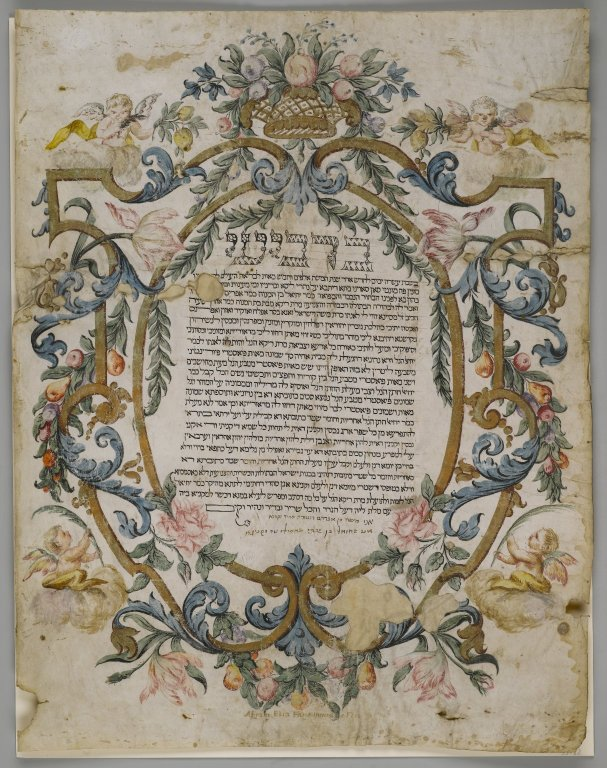
Ketouba italienne signée « Abram Elia Fano inventio and fece », v. 1740.
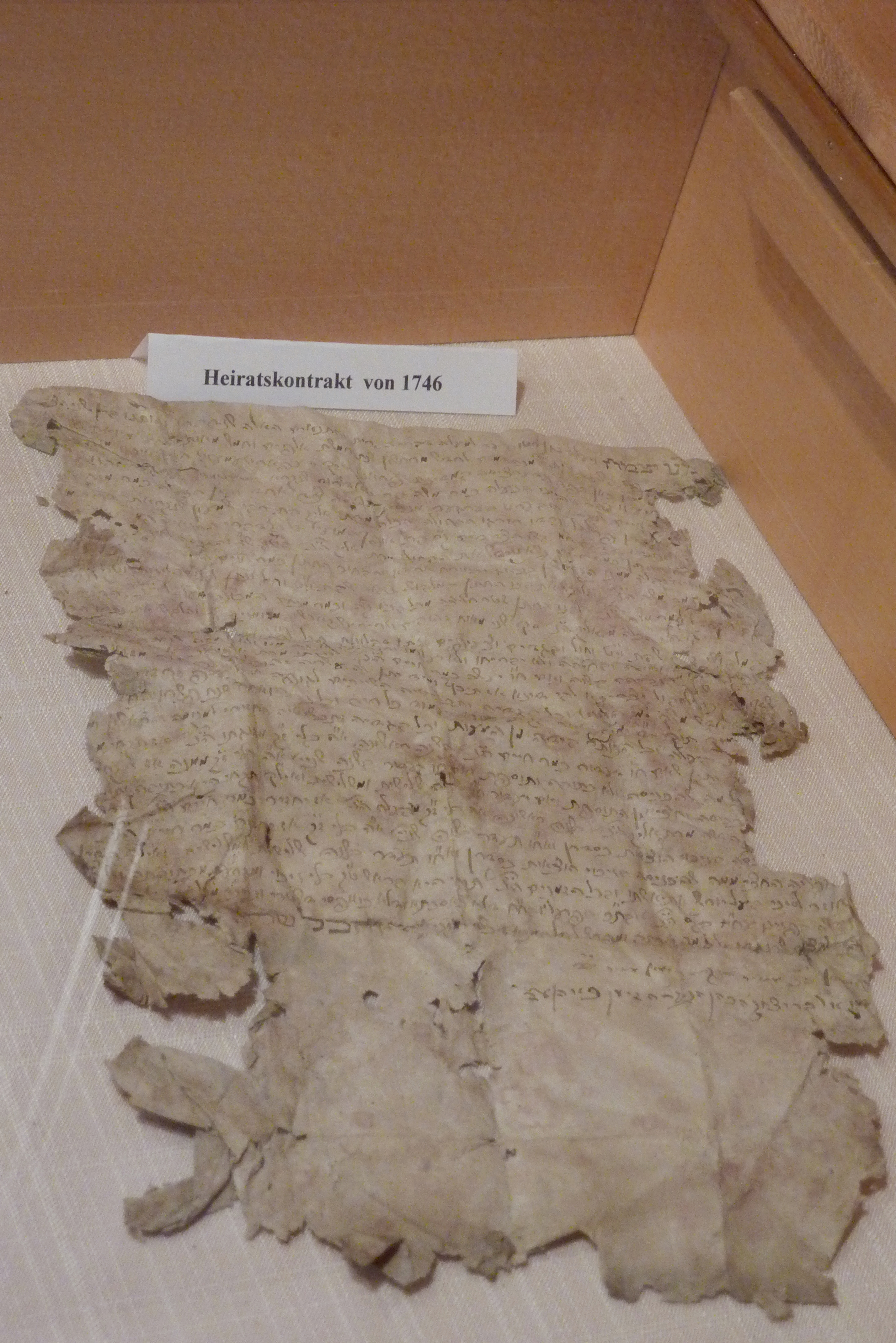
Ketouba de Niederzissen (Allemagne), 1746.
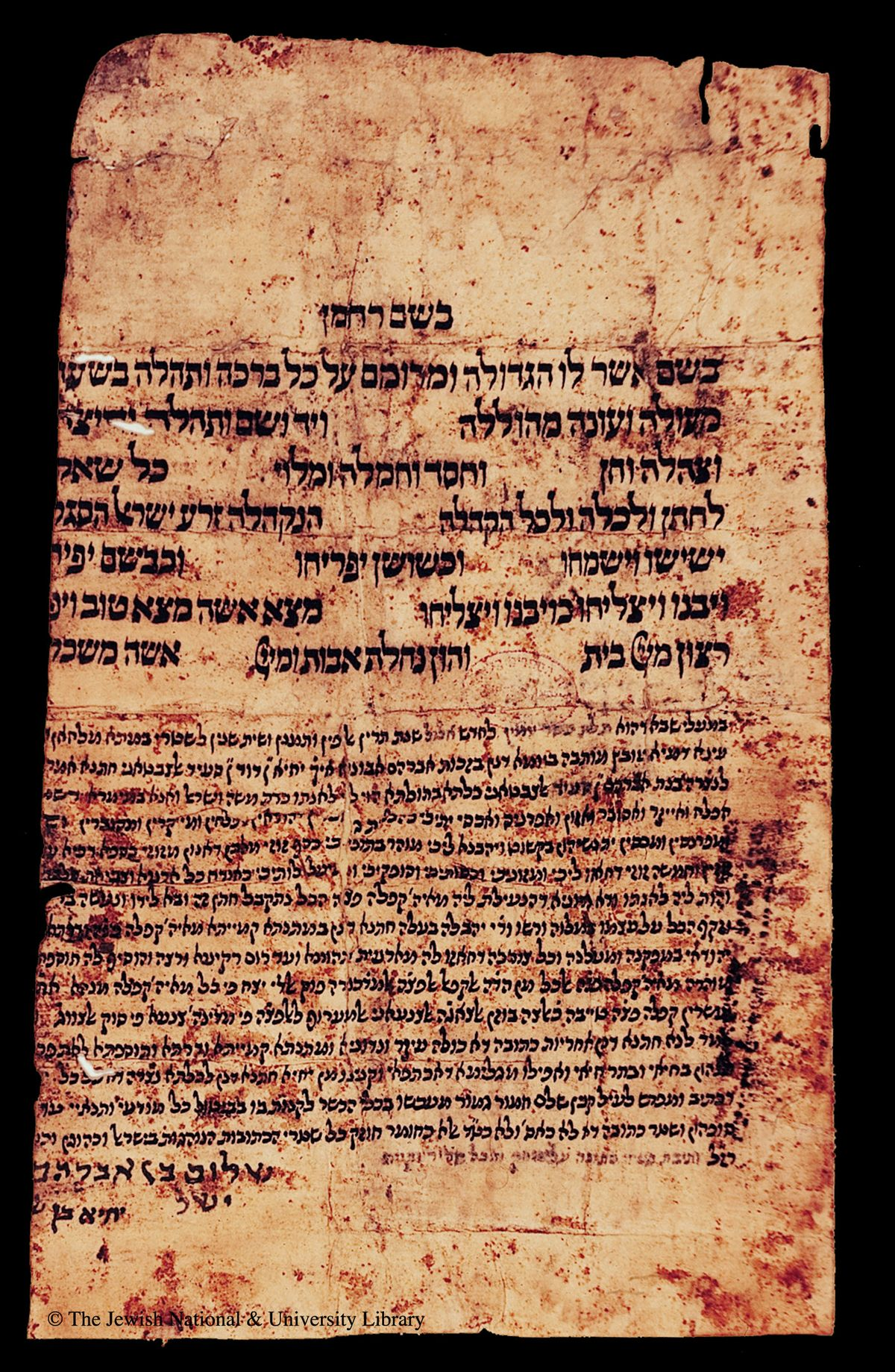
Ketouba du Yémen, 1775.
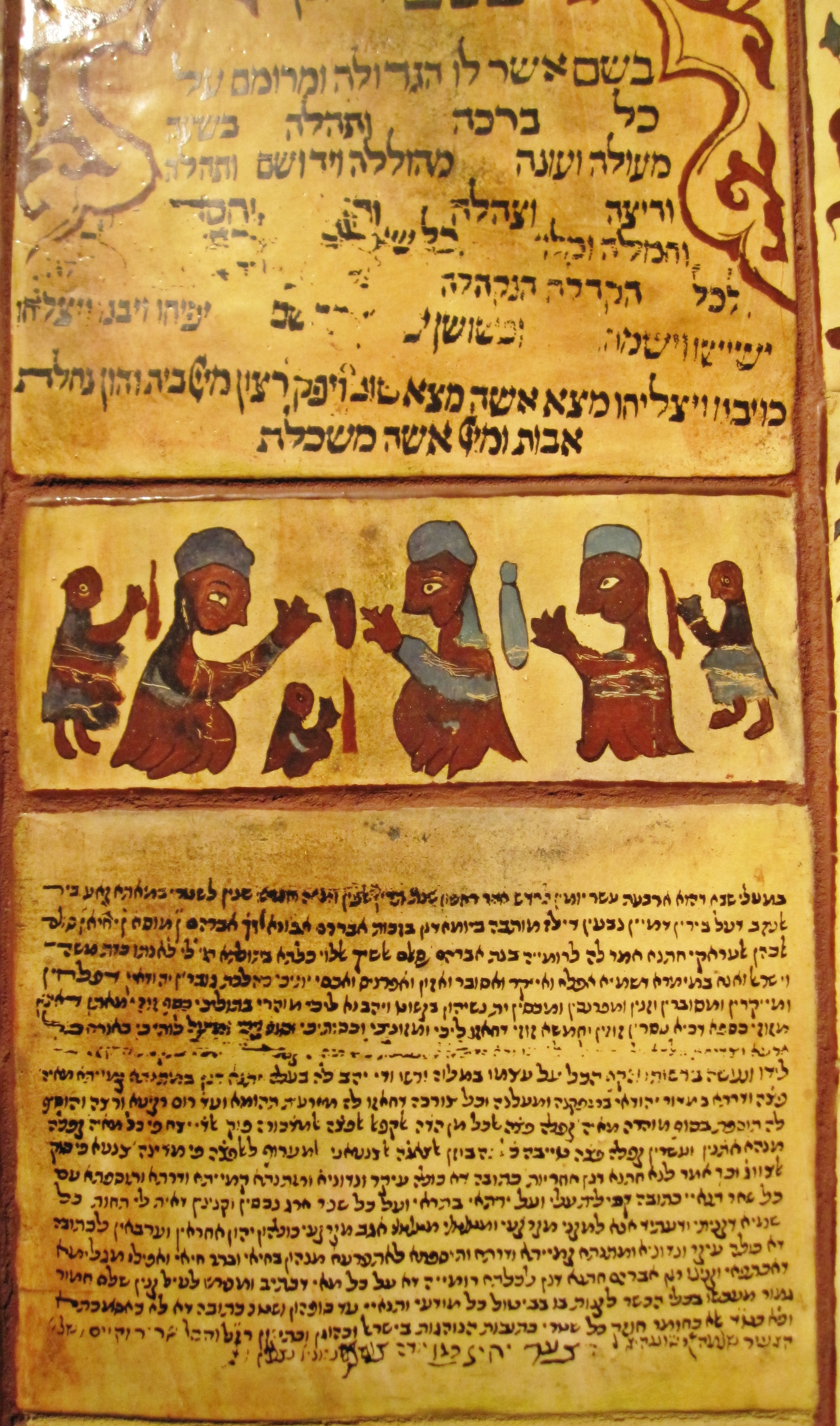
Ketuba enluminée, Yémen, 1795.
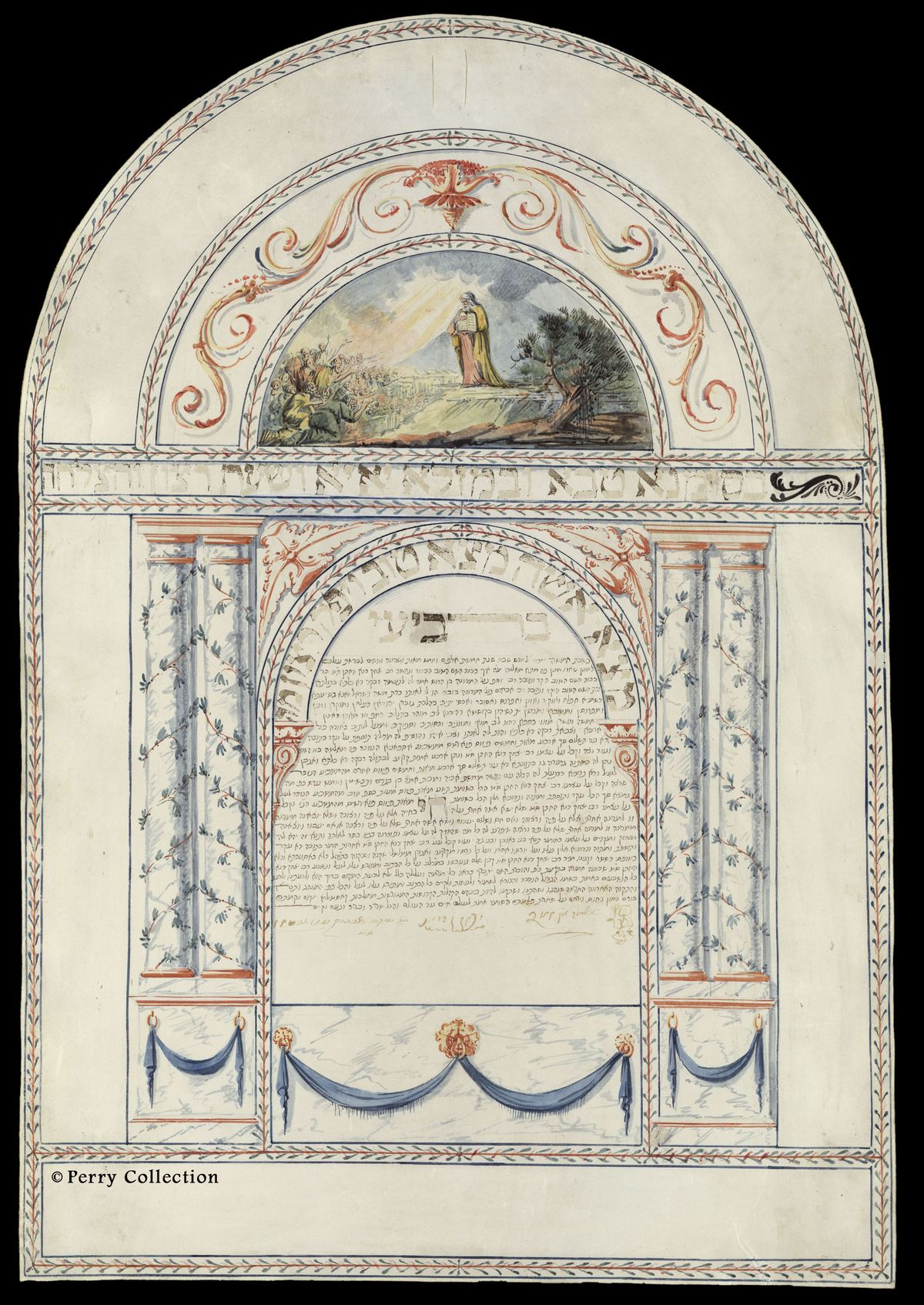
Ketouba de Malte, 1807.
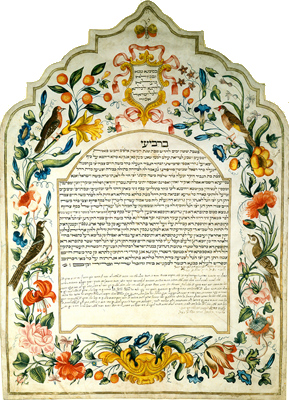
Ketouba célébrant le mariage de Moses Hayyim Zemah fils de Raphael Samson Marpurgo et Rachel fille de Solomon Moses Sonino, Ancone (Italie), 1816.
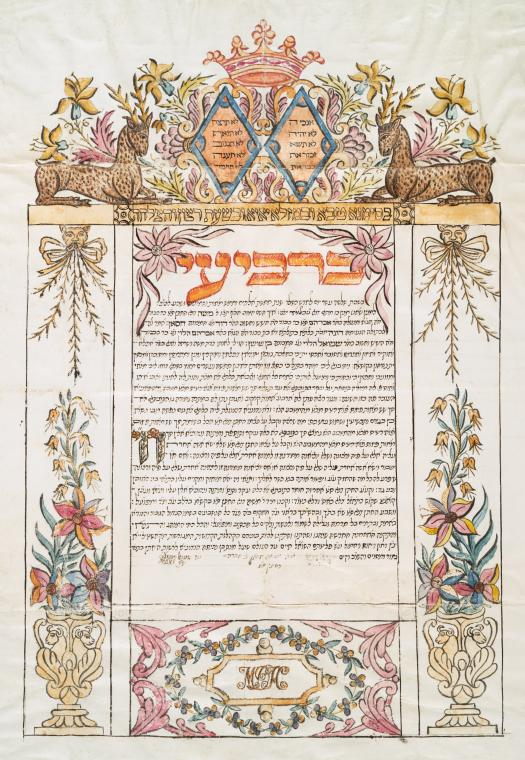
Ketouba célébrant le mariage de Mosheh ben Avraham ben David Hasan (Mosheh ben Avraham Hassan) et de Donah bat Avraham ha-Levi ben Shemuel ha-Levi Ben Susan (Dona Bensusan), le 13 Kislev 5587 [13 décembre 1826], Gibraltar.
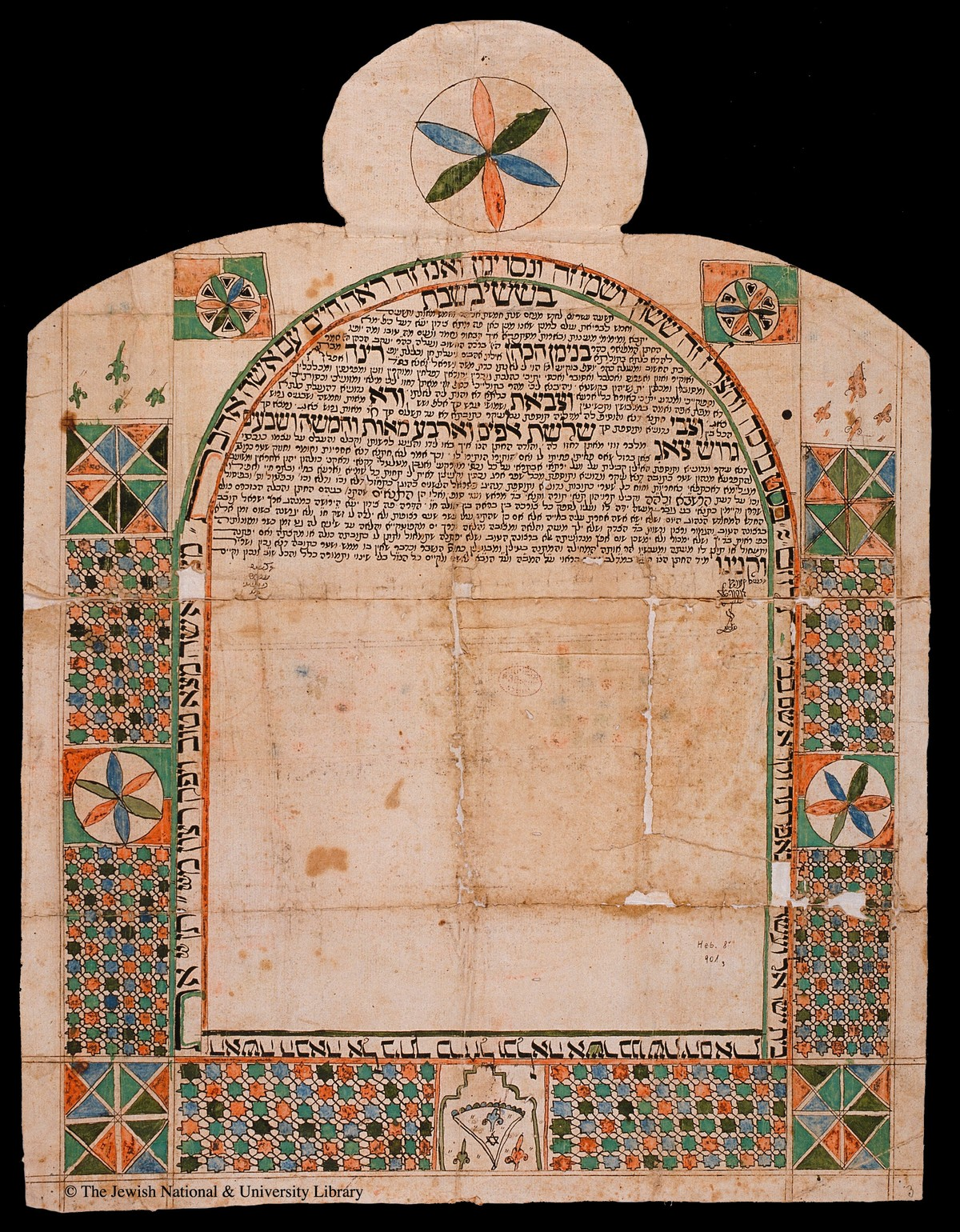
Ketouba de Sidon (Liban), 1835.
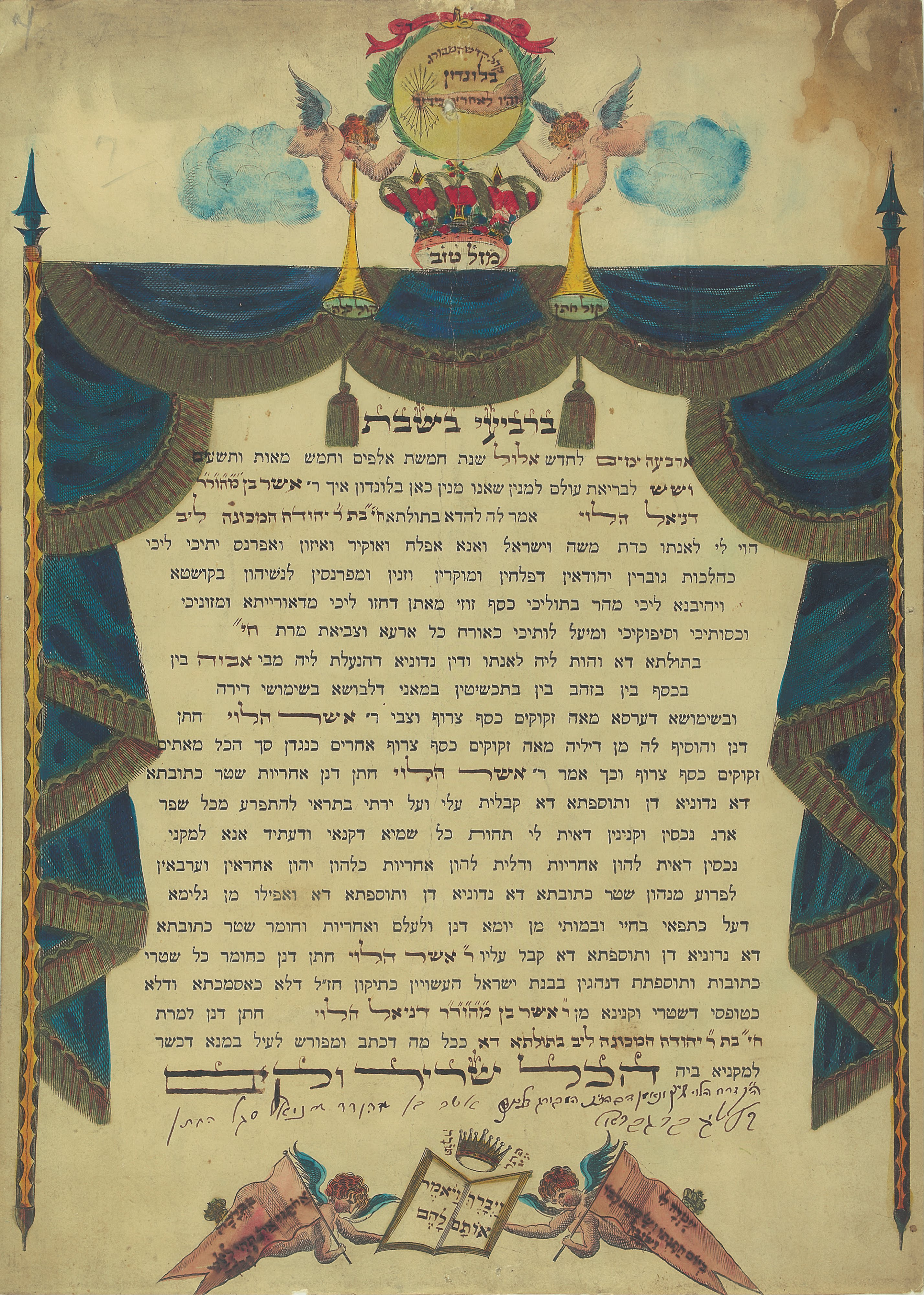
Ketouba de Londres (Royaume-Uni), 1836.
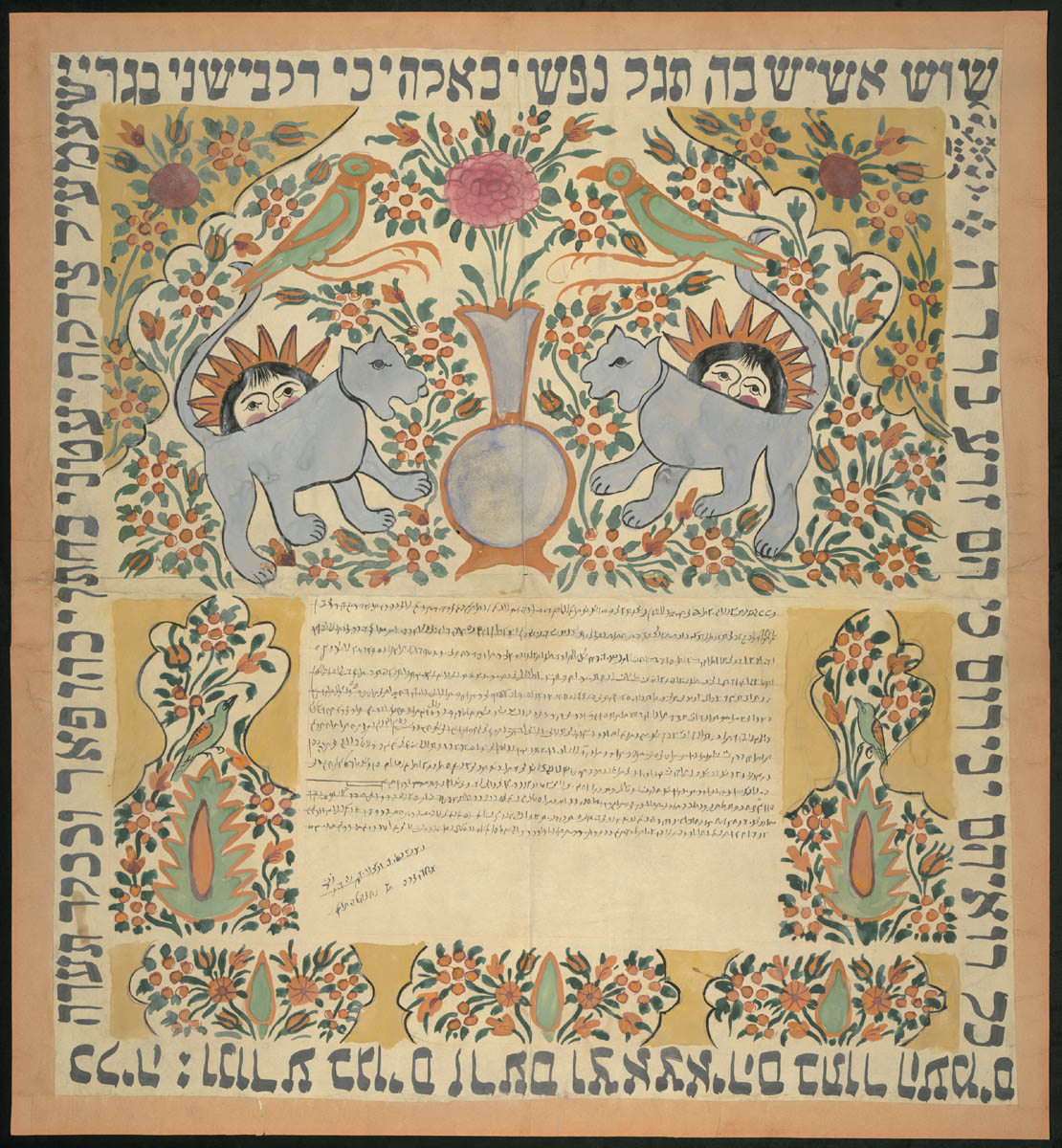
Ketouba de Perse, 1840.
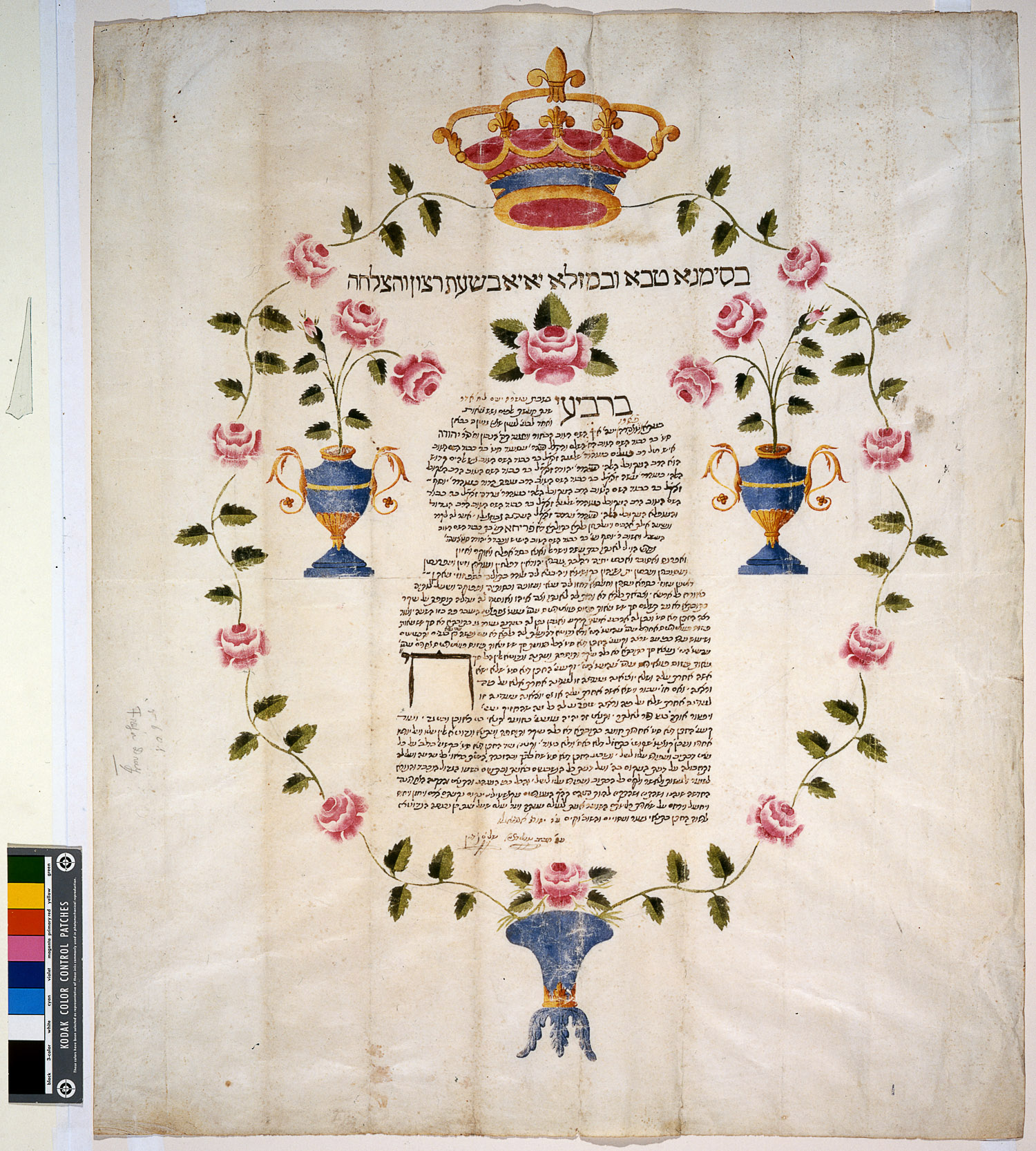
Ketouba célébrant le mariage entre Juda, fils de Mas'oud, fils de Salomon, fils de Juda, fils de Moïse, fils de Mardochée, fils de Salomon, fils de Mardochée Abuzaglo et Freha (ou Freja), fille de Joseph, fils de Juda Adrehi, Faro, (Portugal), 1841.
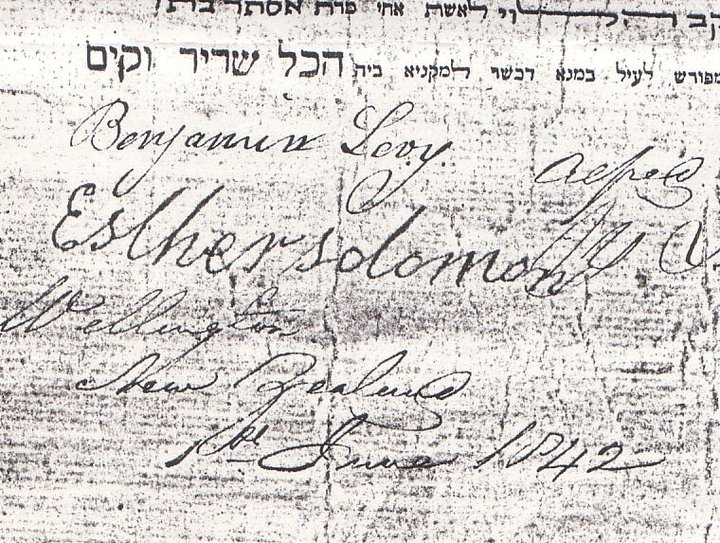
Détail d'une ketouba célébrant le mariage de Benjamin Levy et Esther Solomon à Wellington (Nouvelle Zélande), 1842
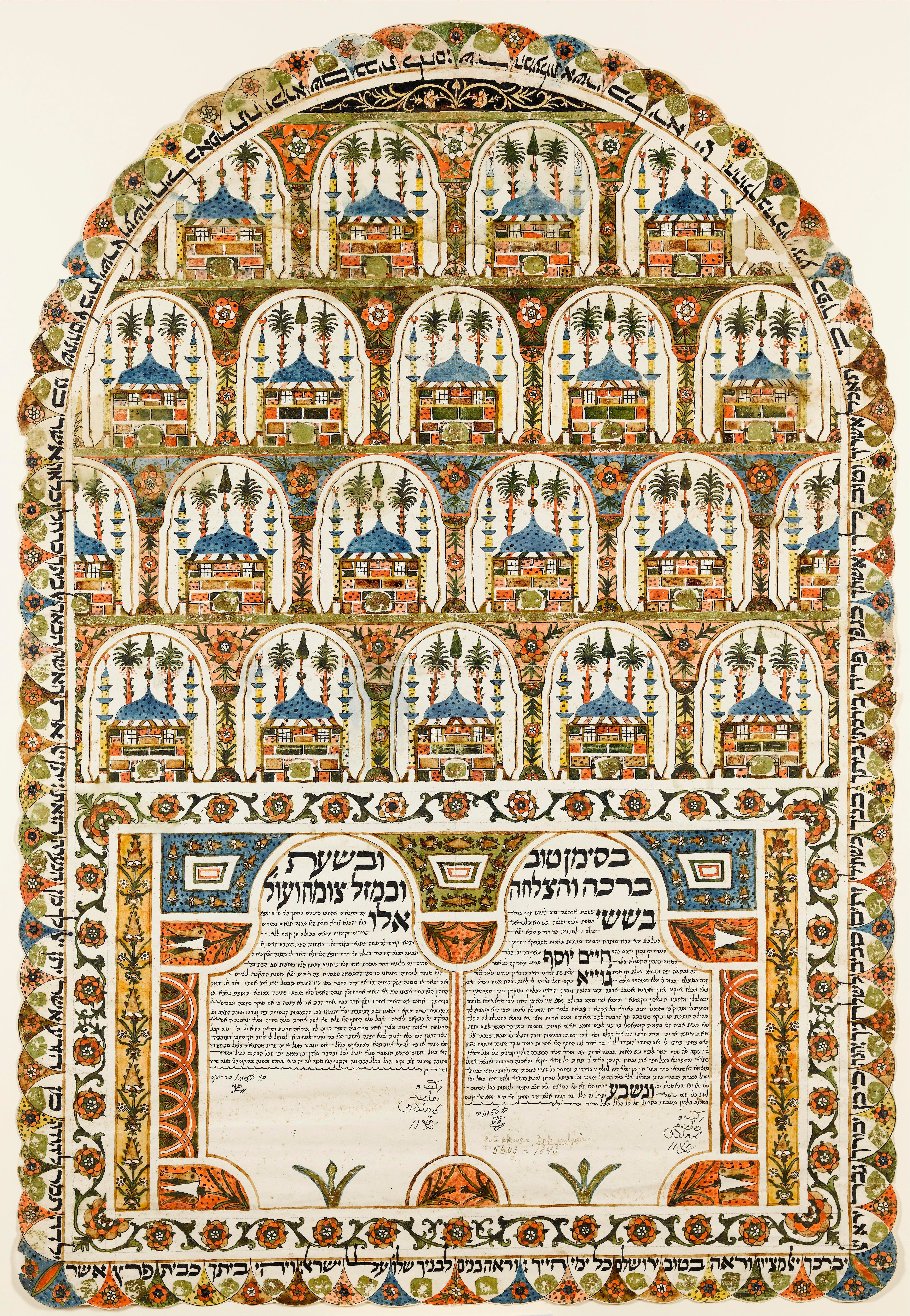
Ketouba de 1843.
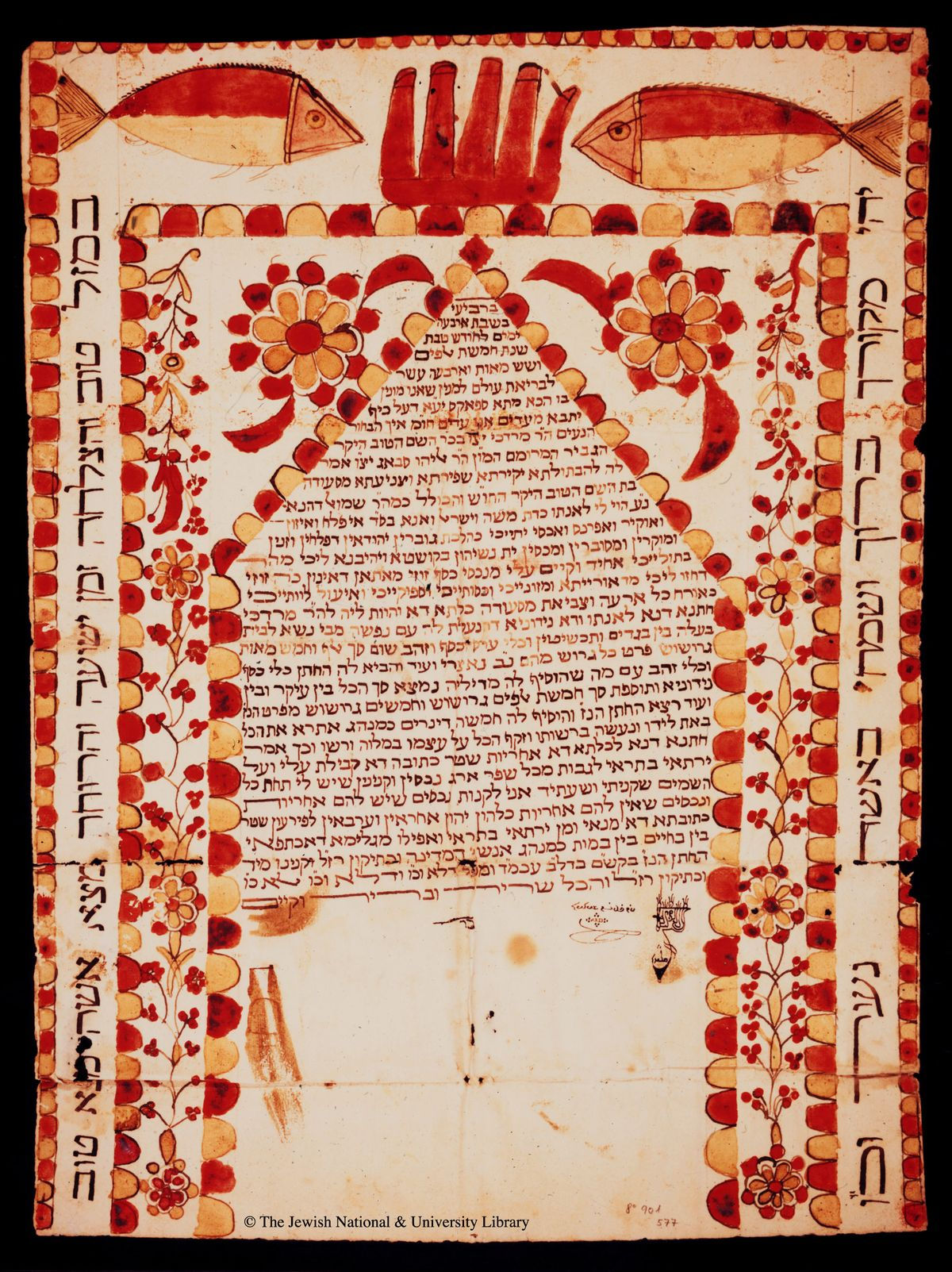
Ketouba de Tunisie, 1854.
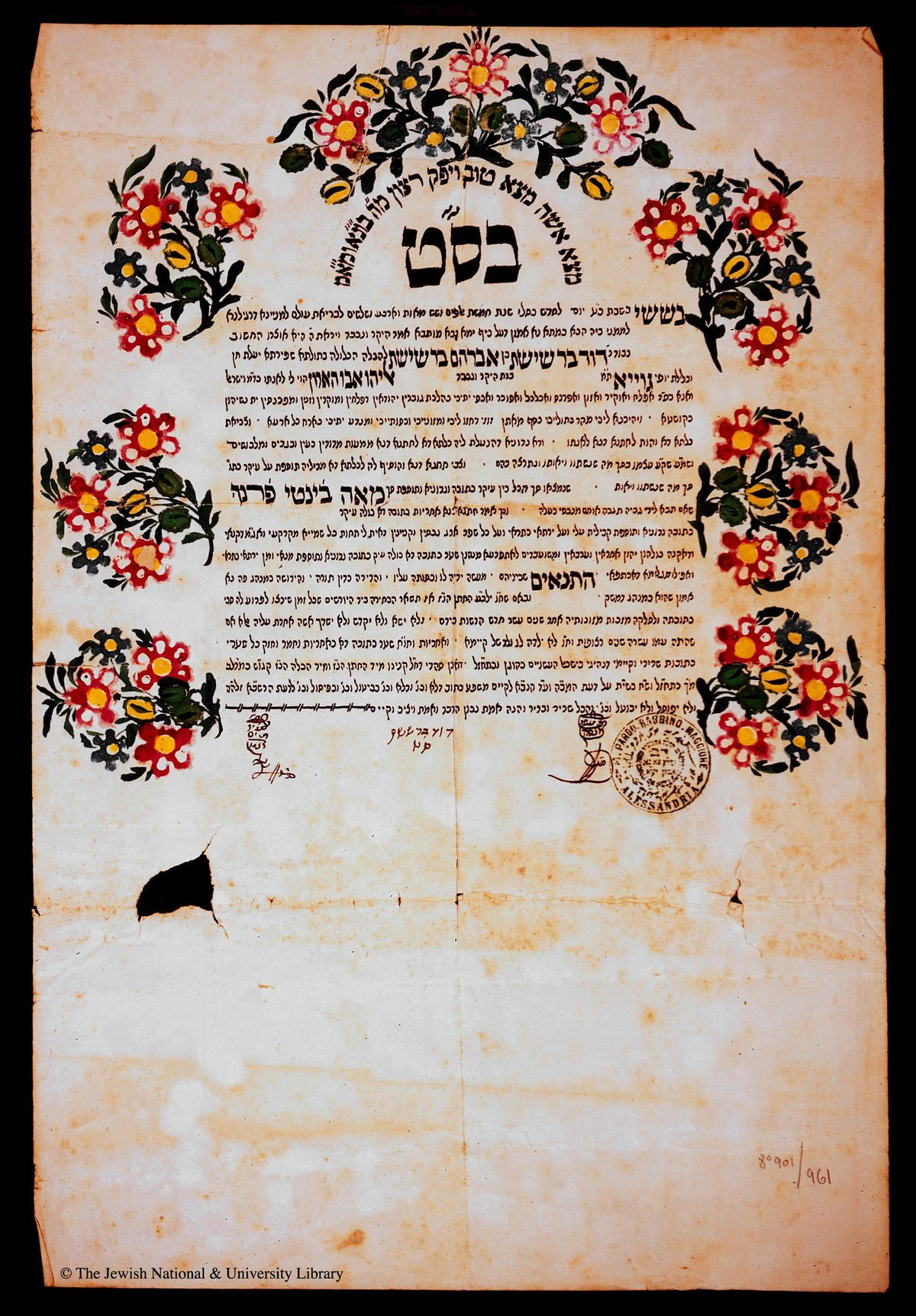
Ketouba d'Égypte, 1873.
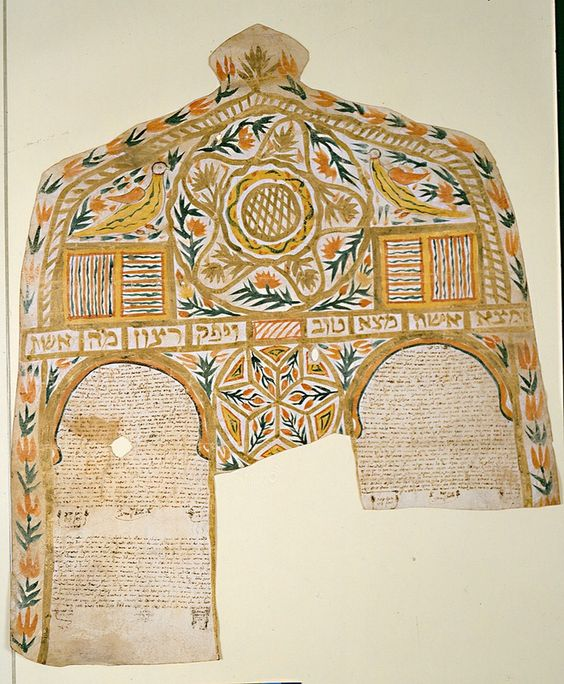
Ketouba de Kastoria en Macédoine, 1881.
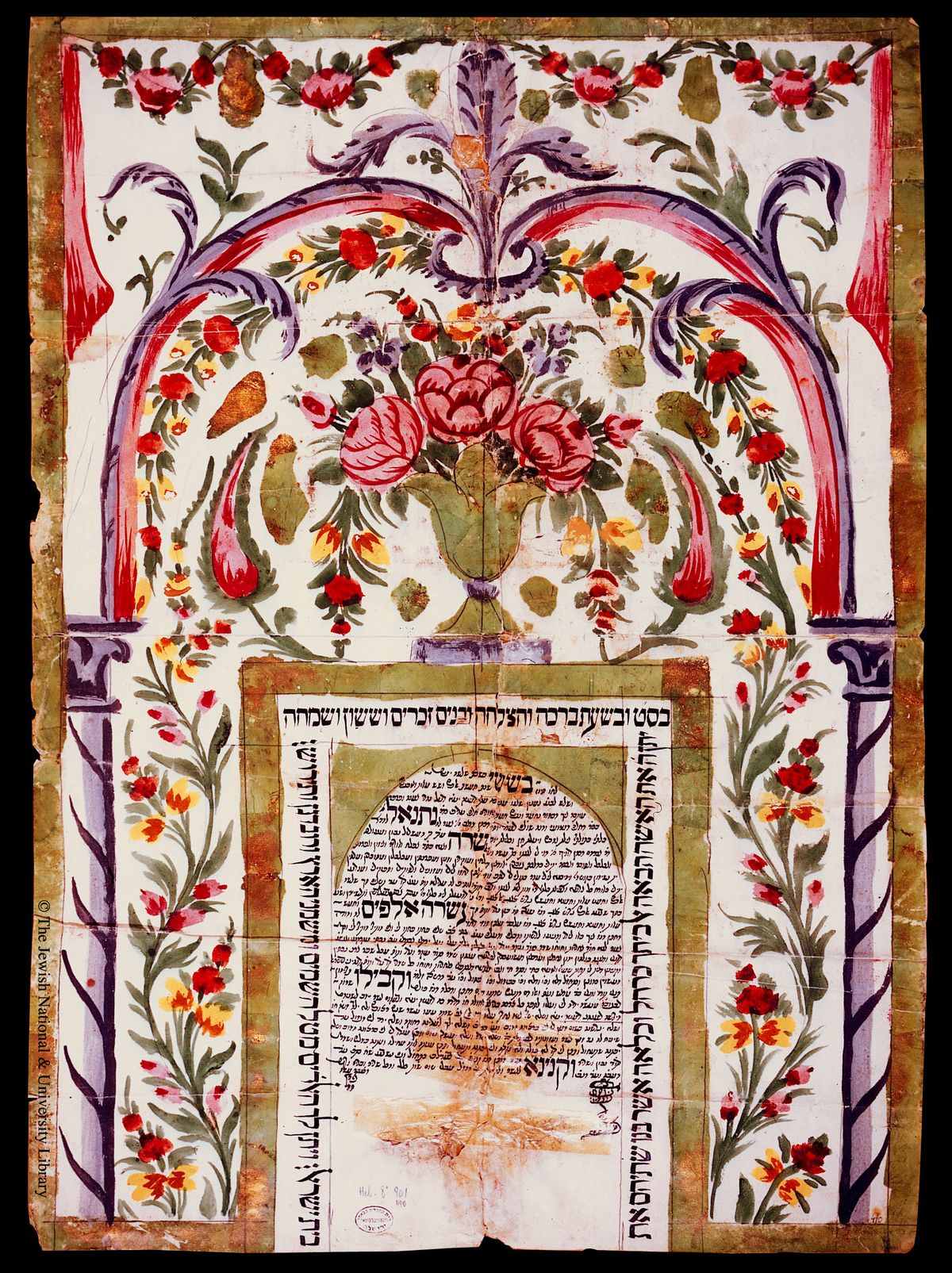
Ketouba de Damas (Syrie), 1883.
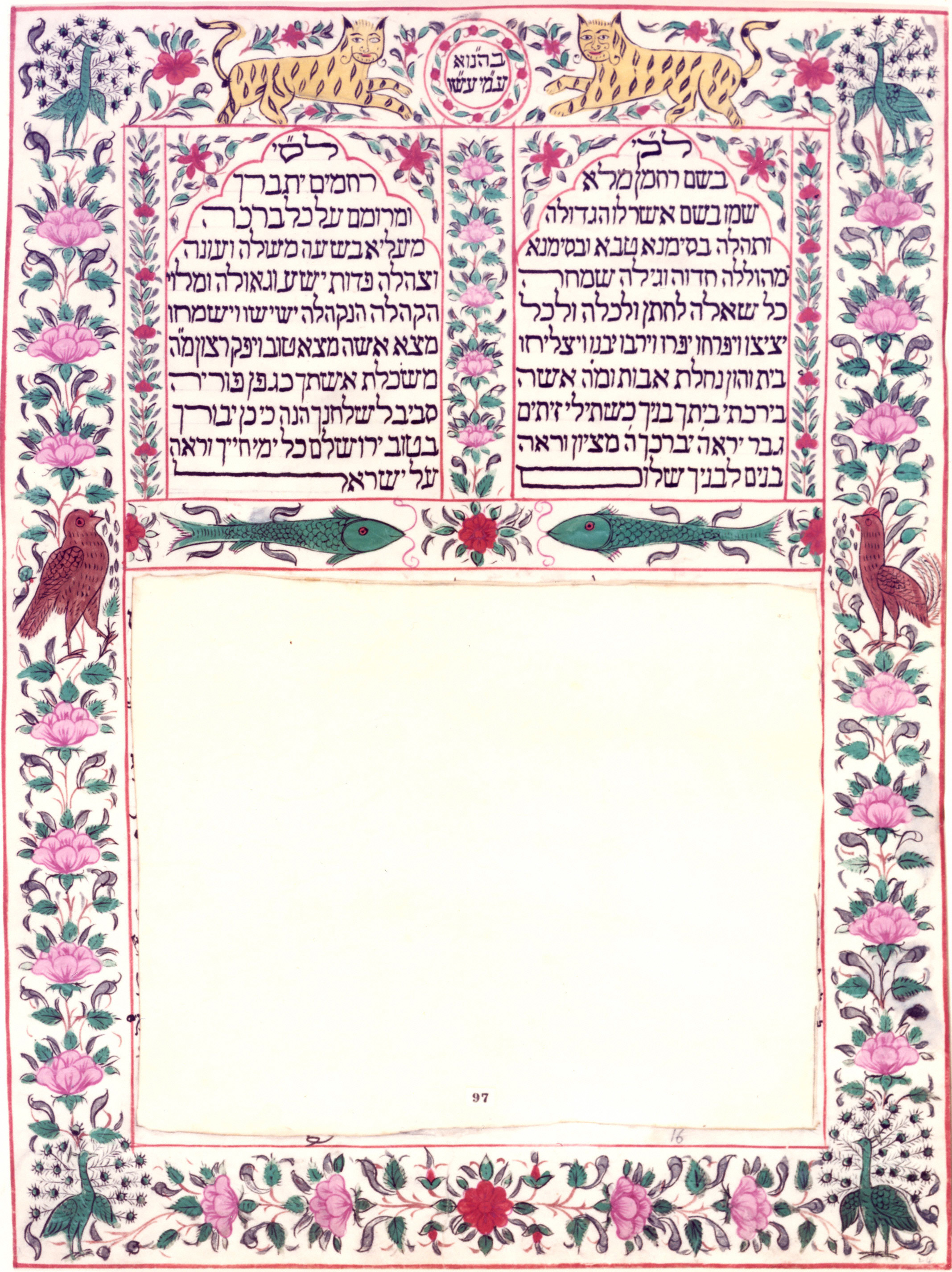
Ketouba vierge de Myanmar (Birmanie), 1900.
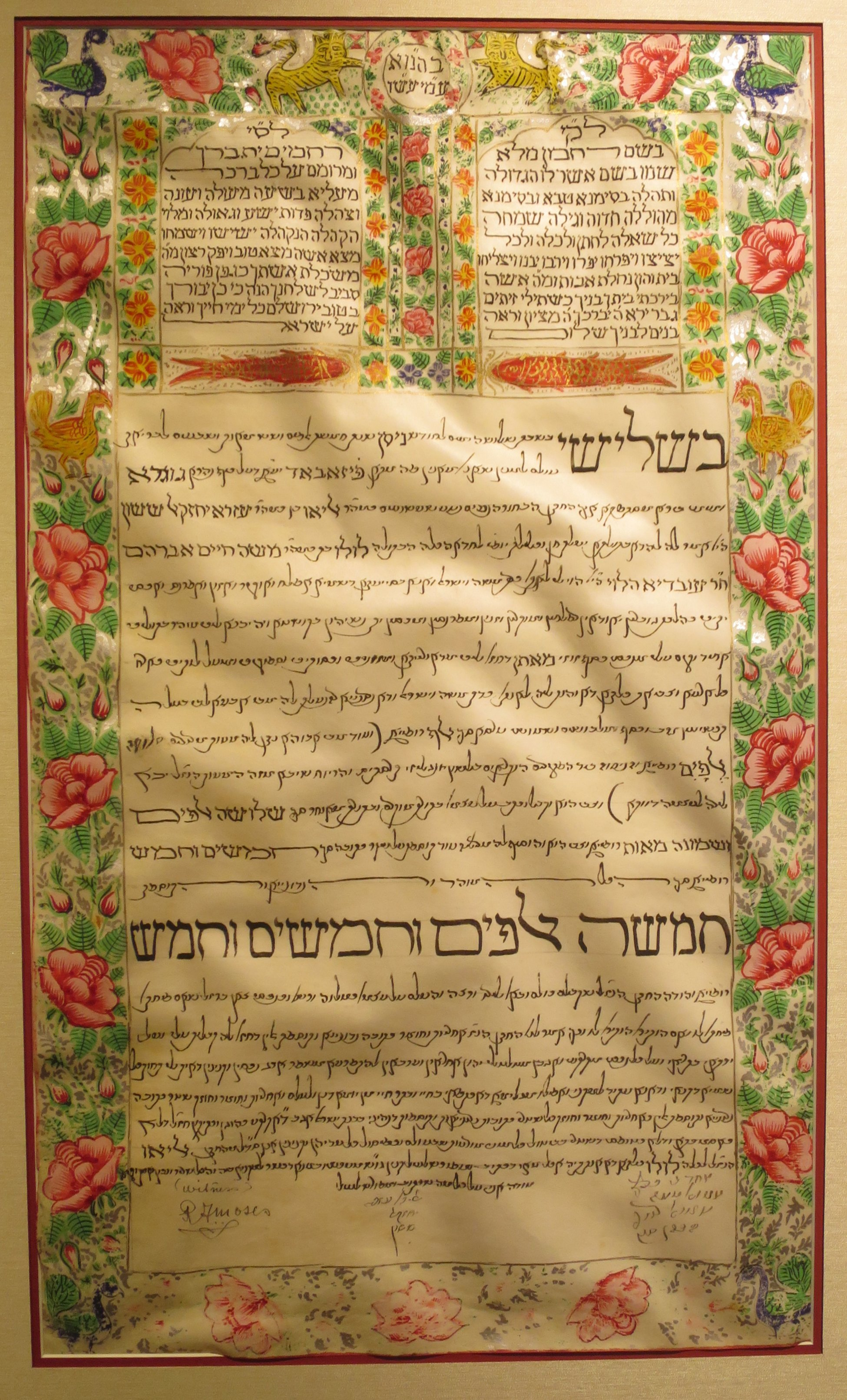
Ketouba célébrant le mariage de Eliyahoo Sasson et Lulu HaLevi, , Faizabad (Inde), 1910.
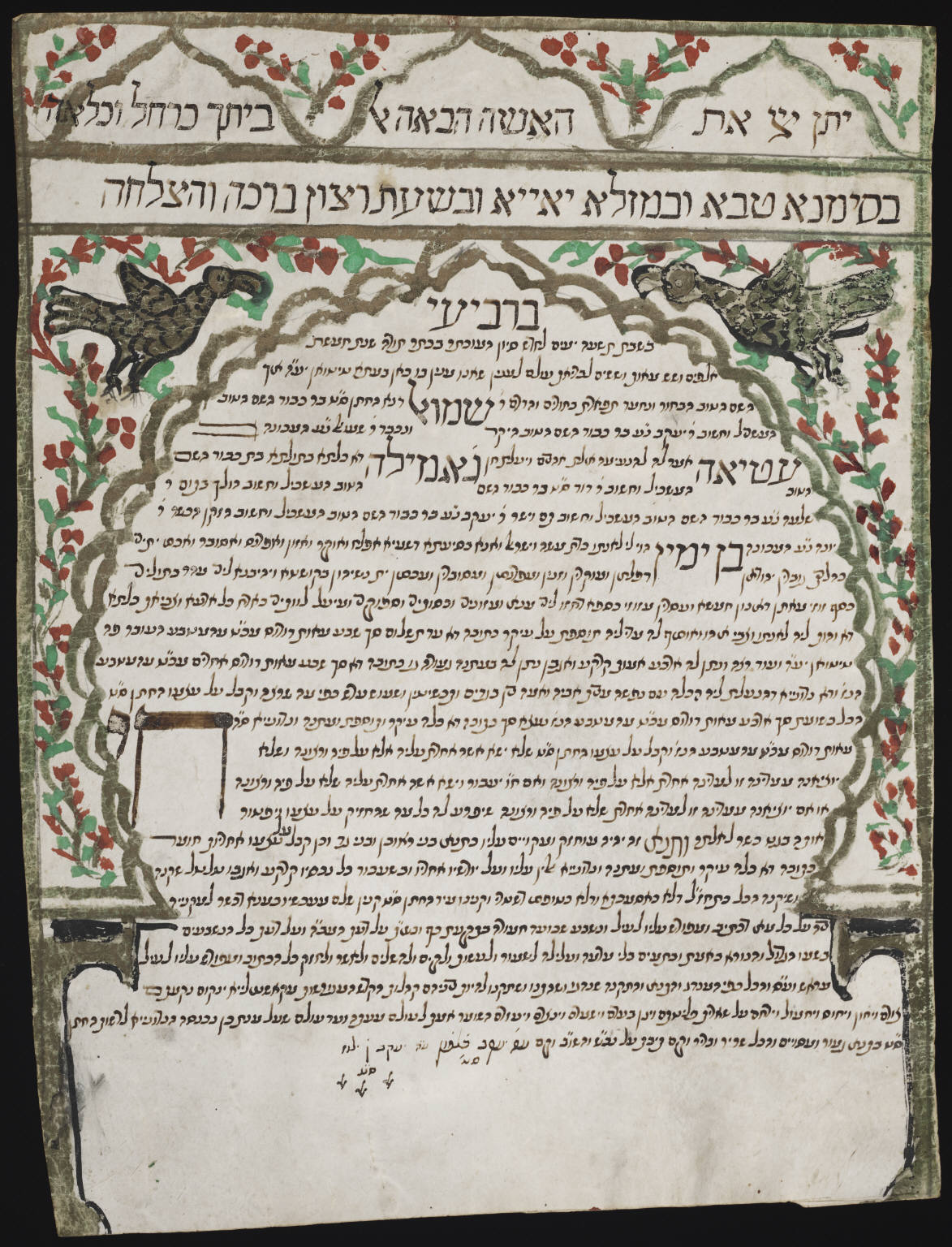
Ketouba, avant 1911.
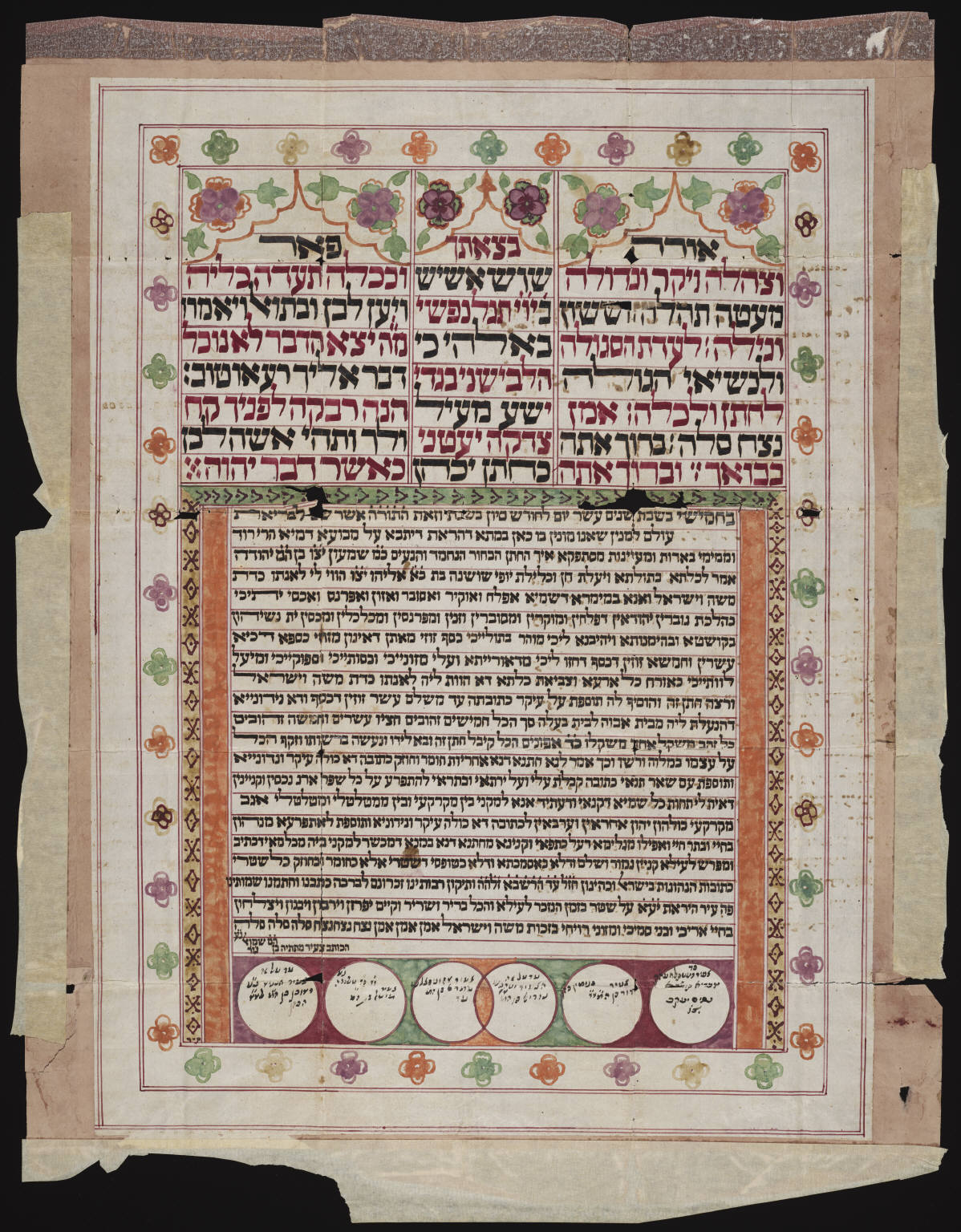
Ketouba traditionnelle avant 1911.
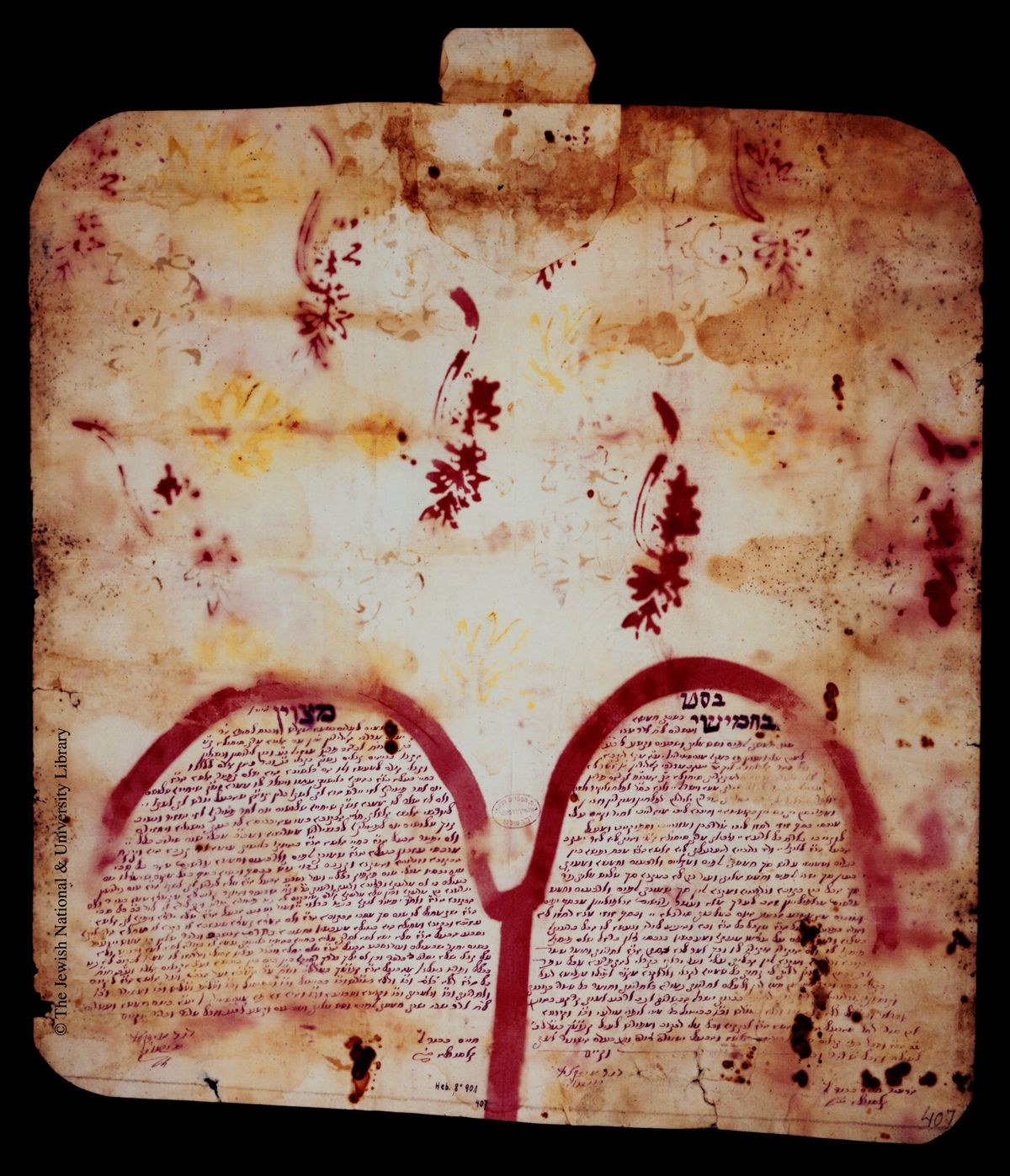
Ketouba de Macédoine, 1919.
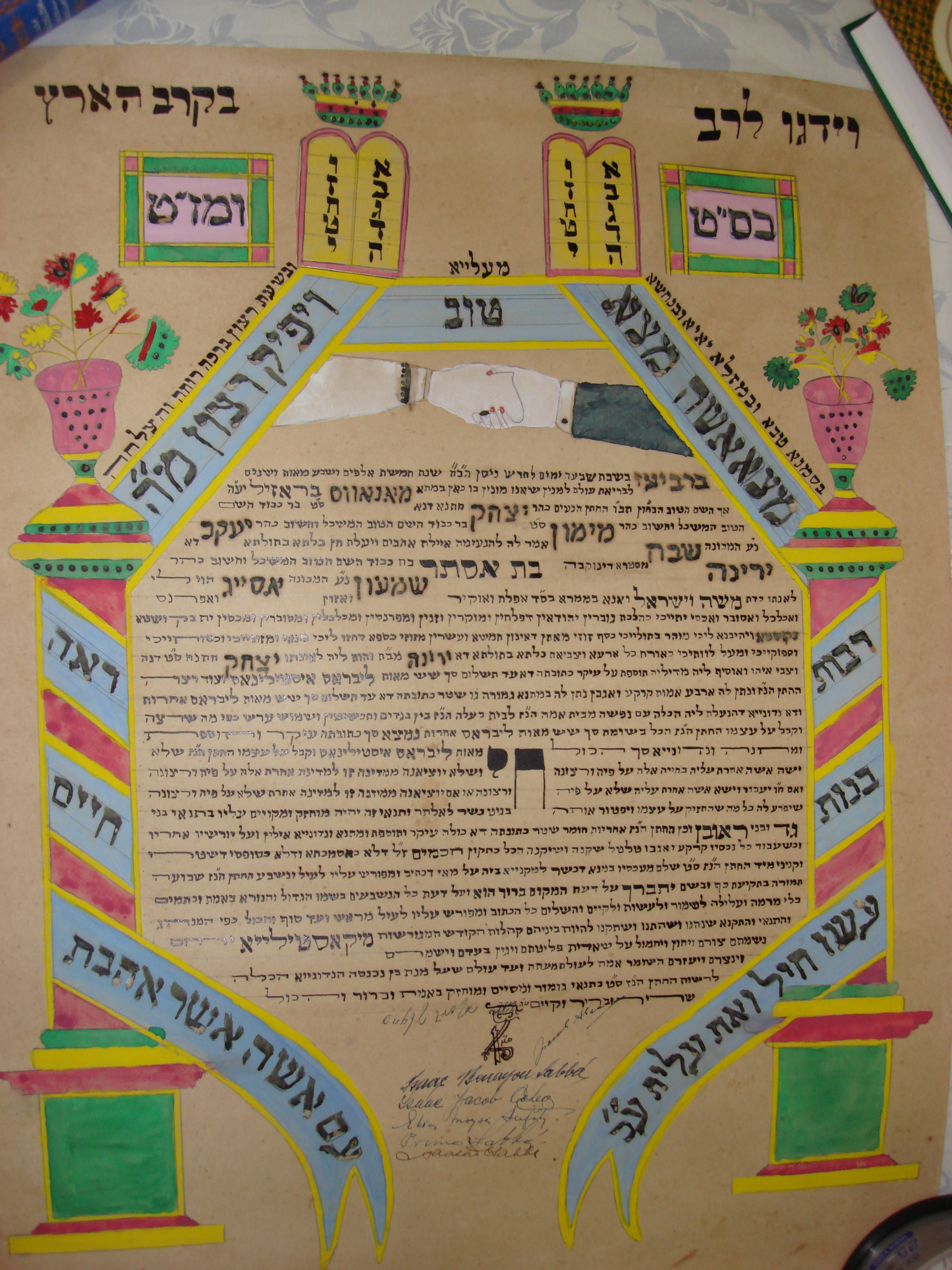
Ketouba célébrant le mariage d'Isaac Benayon Sabba et Irene Assayag Gonçalves à Manaus (Brésil), 1942.
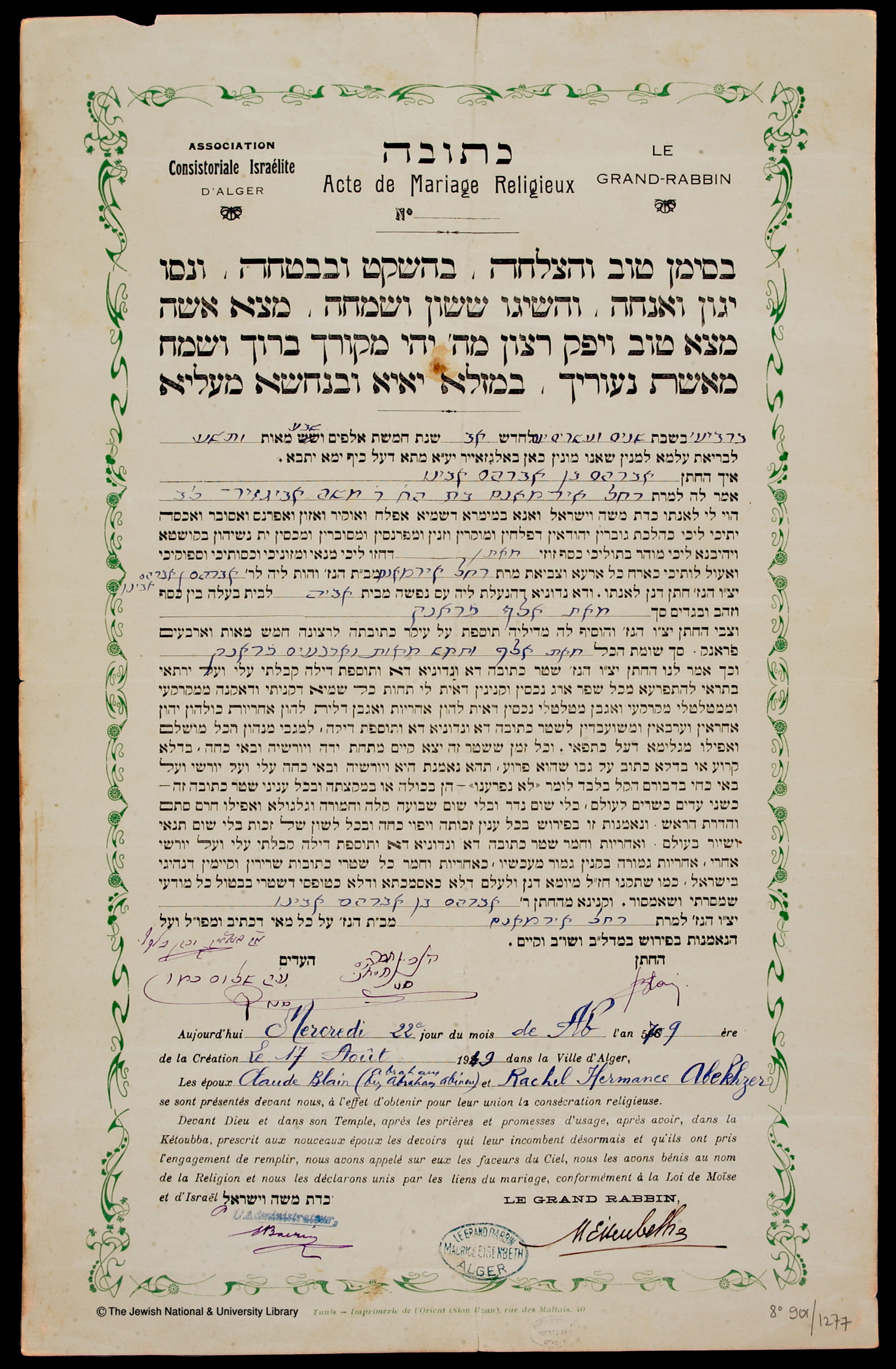
Ketouba d'Alger, 1949.
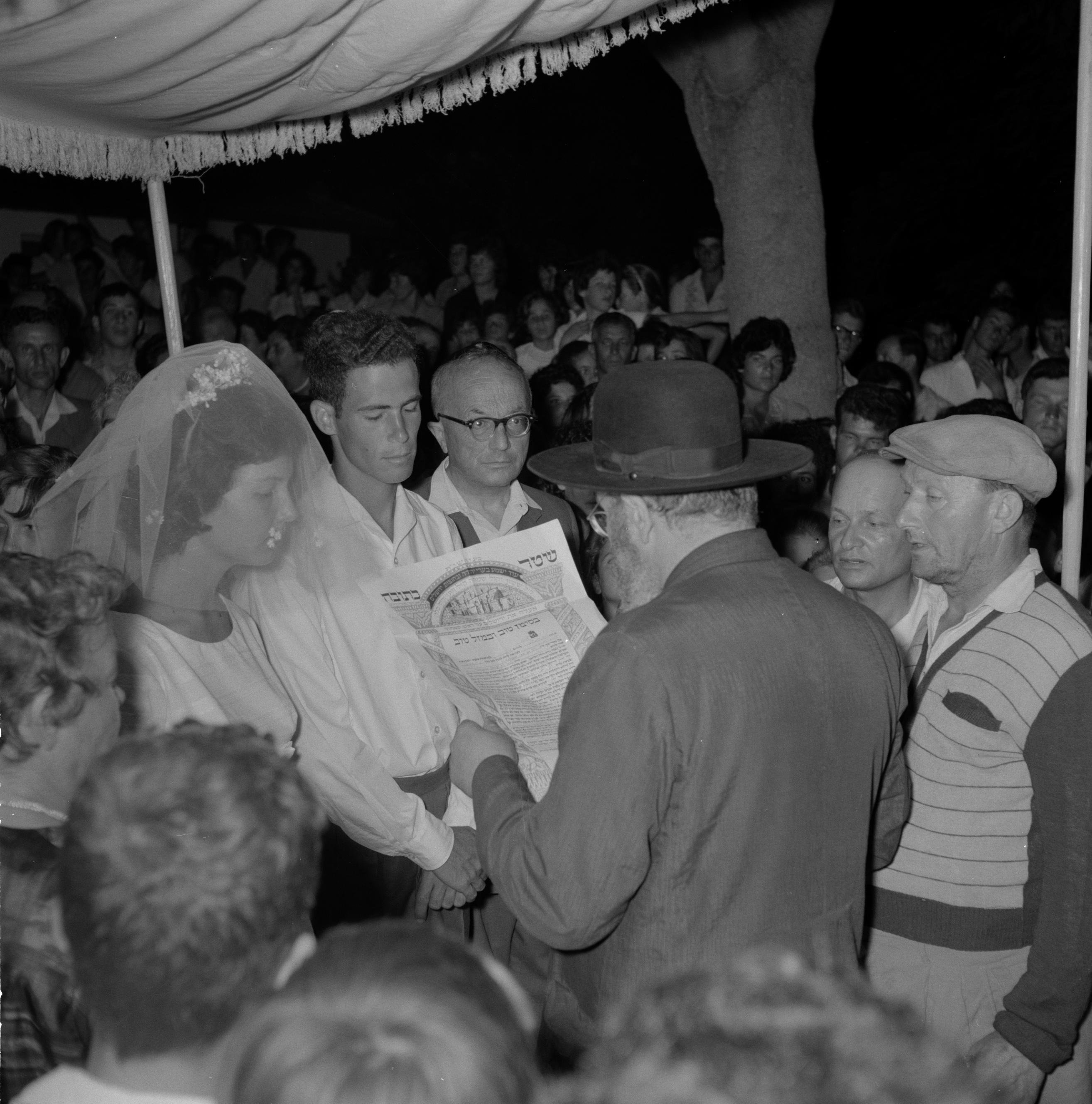
Mariage au moment de la lecture de la ketouba sous le dais nuptial (houppa) dans le kibboutz Yad Mordechai à Ashkelon (Israël), 1964.
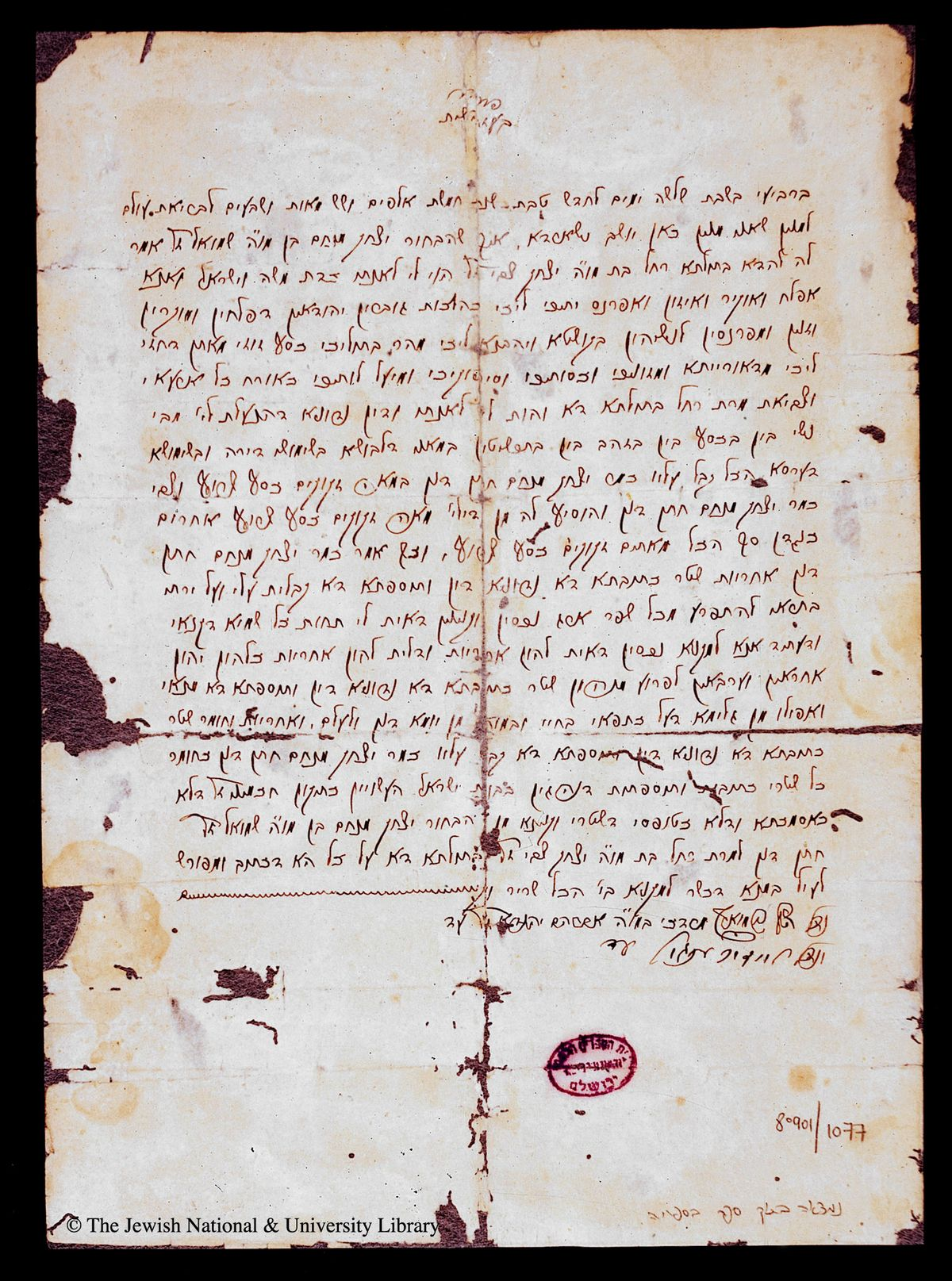
Ketubah de Hongrie issue de la collection des Ketubbot de la Bibliothèque nationale d'Israël.
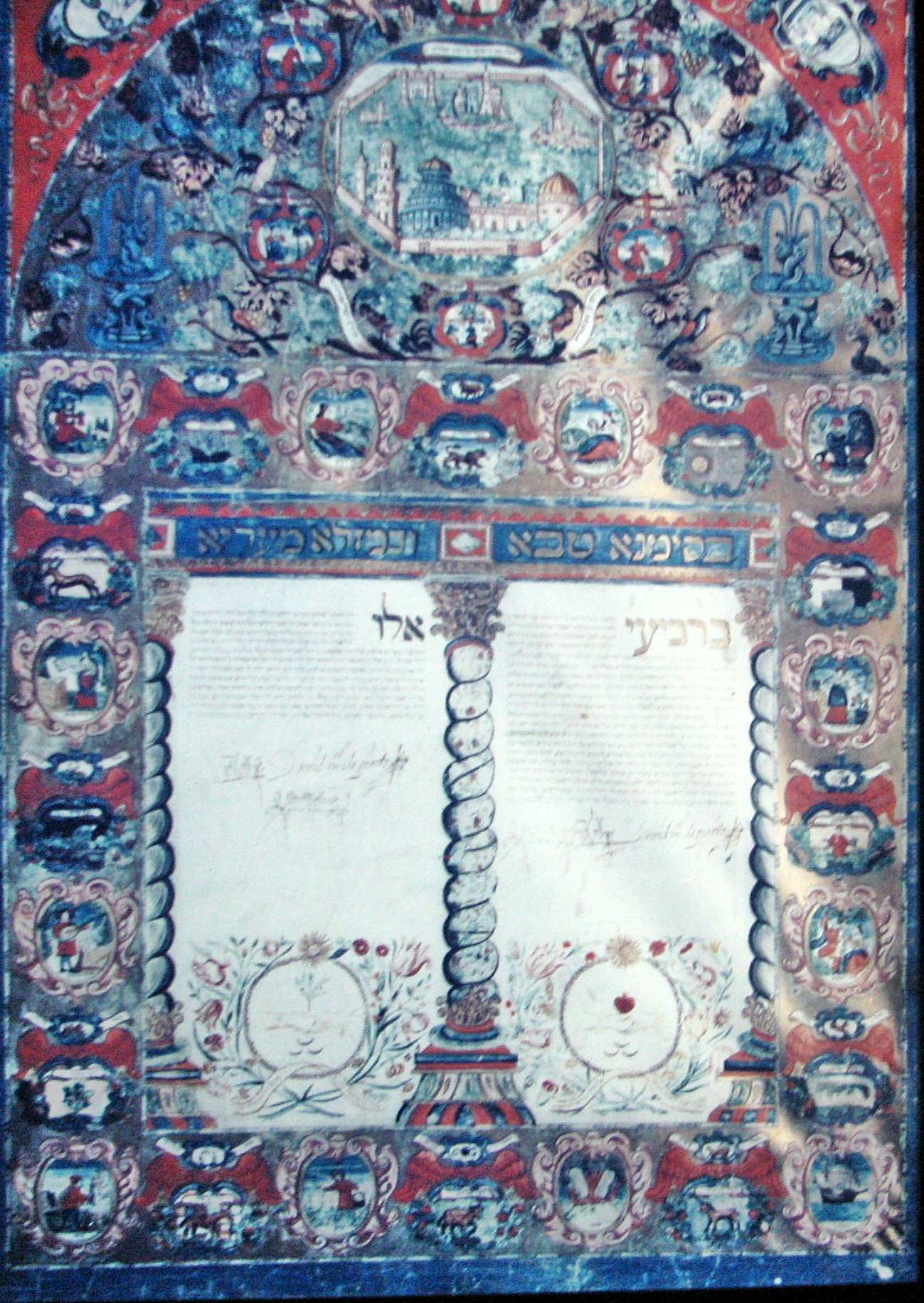
Ketouba enluminée célébrant le mariage de David Immanuel, fils d'Issac de Pinto et Rachel fille de Jacob de Pinto.
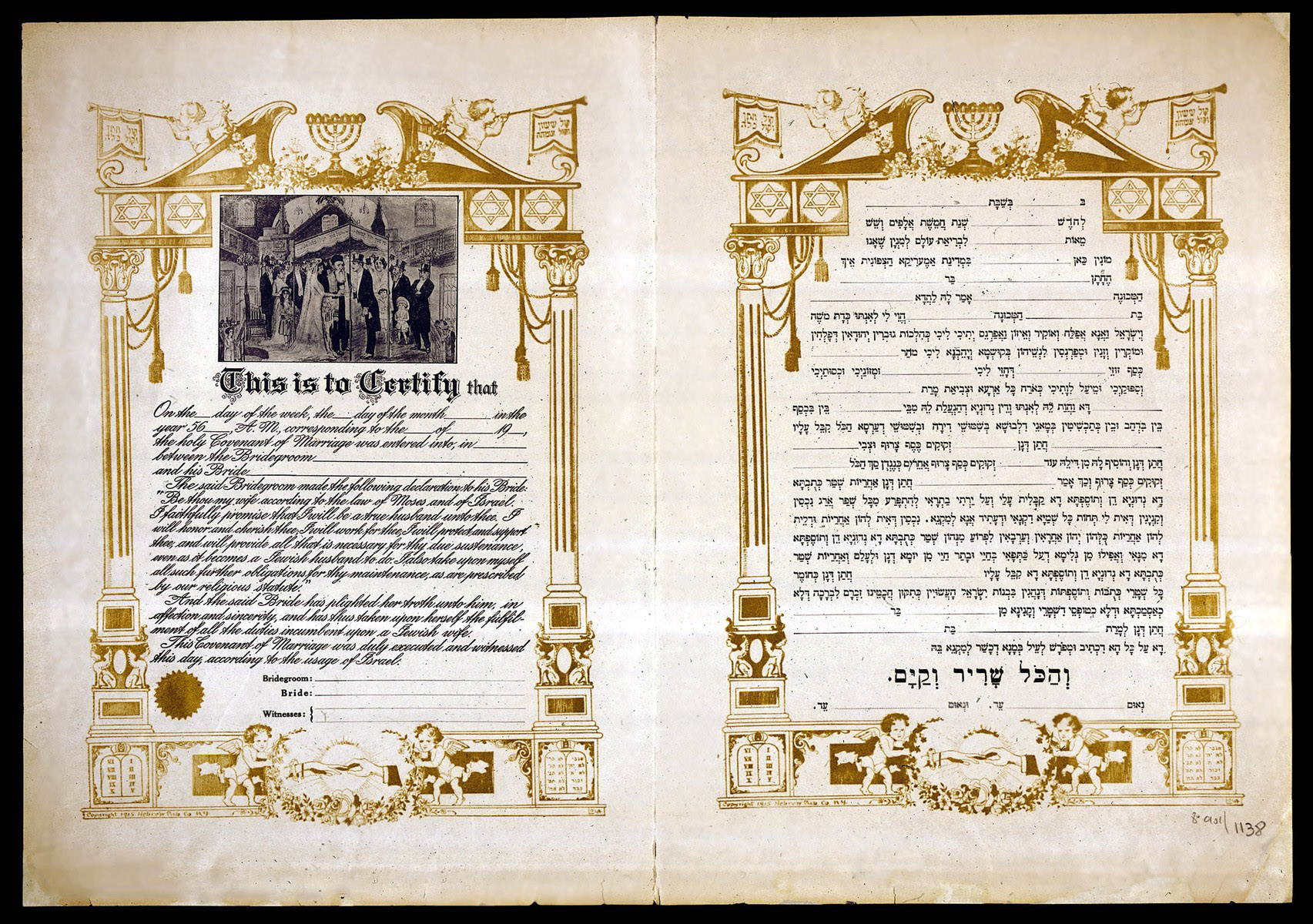
Ketouba vierge des États-Unis.
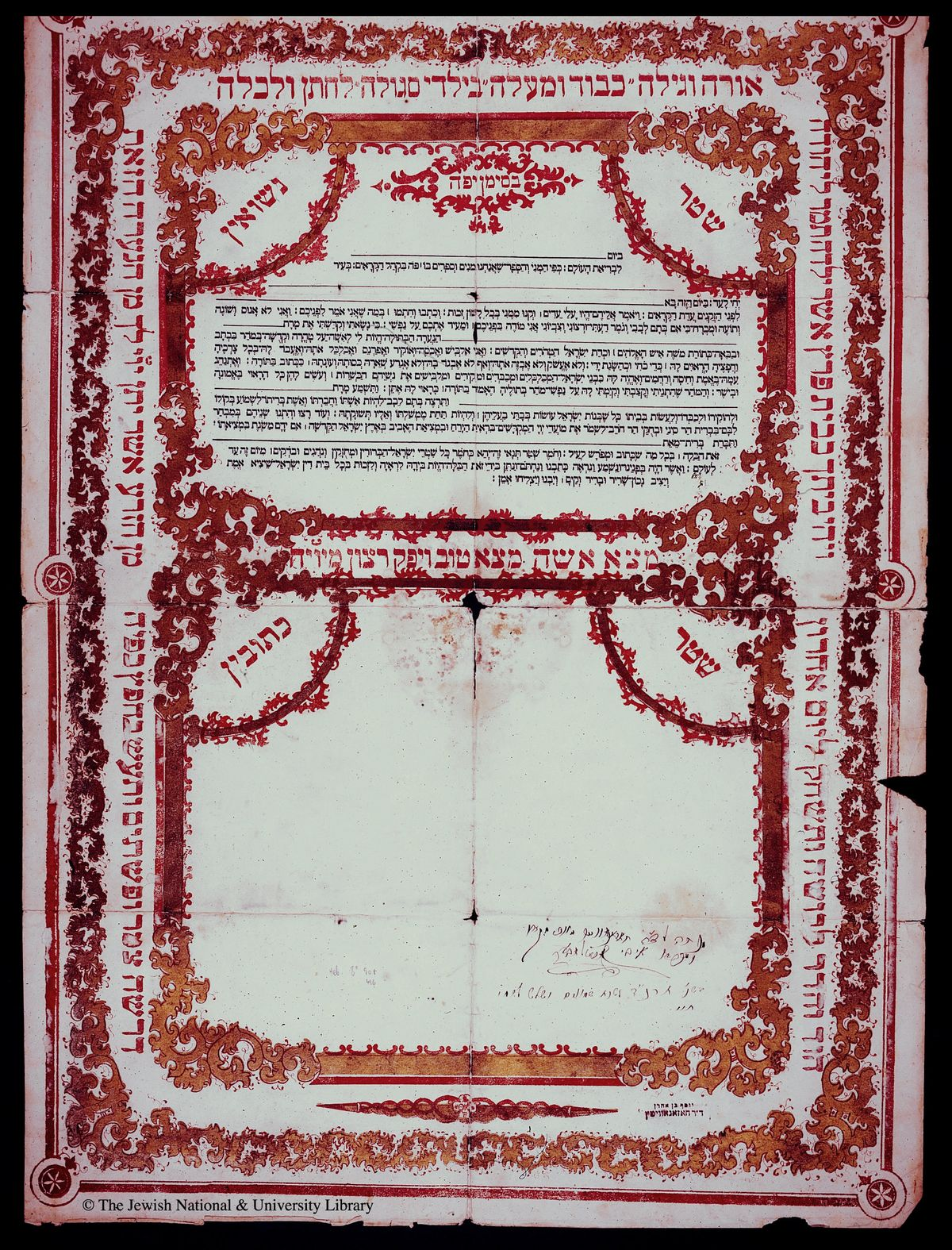
Ketouba vierge de Russie.
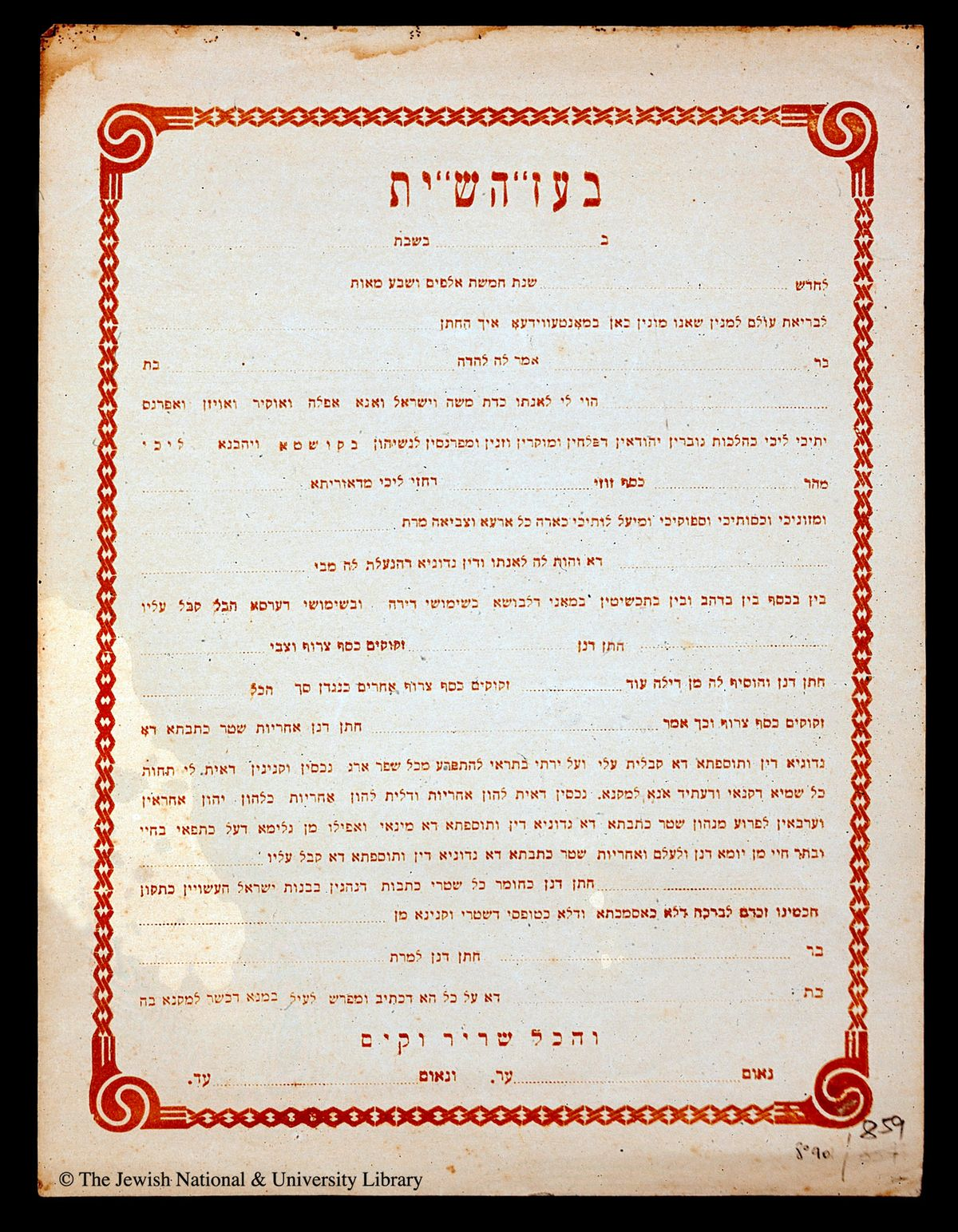
Ketouba vierge d'Uruguay.
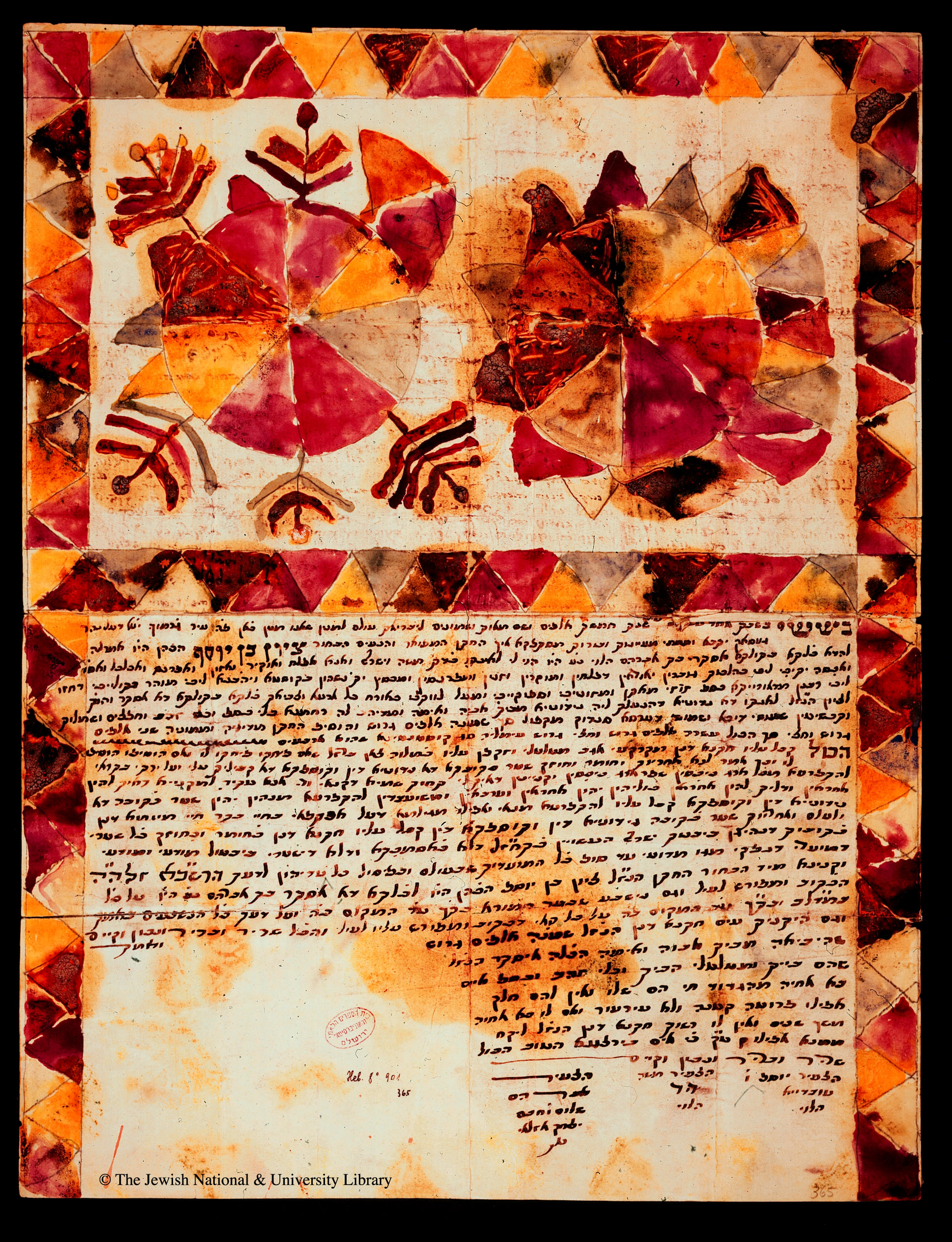
Ketouba d'Arménie.
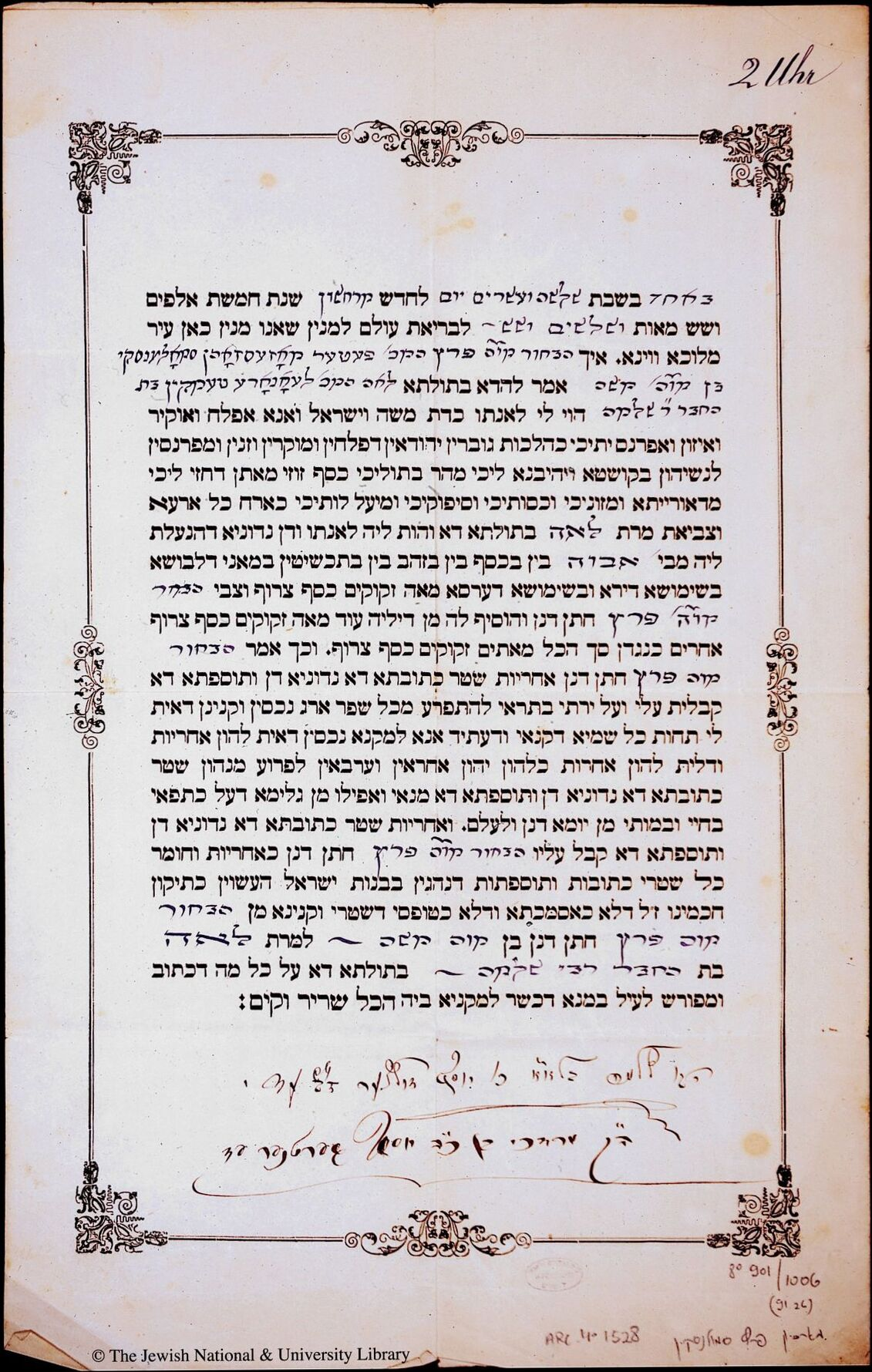
Ketouba d'Autriche.
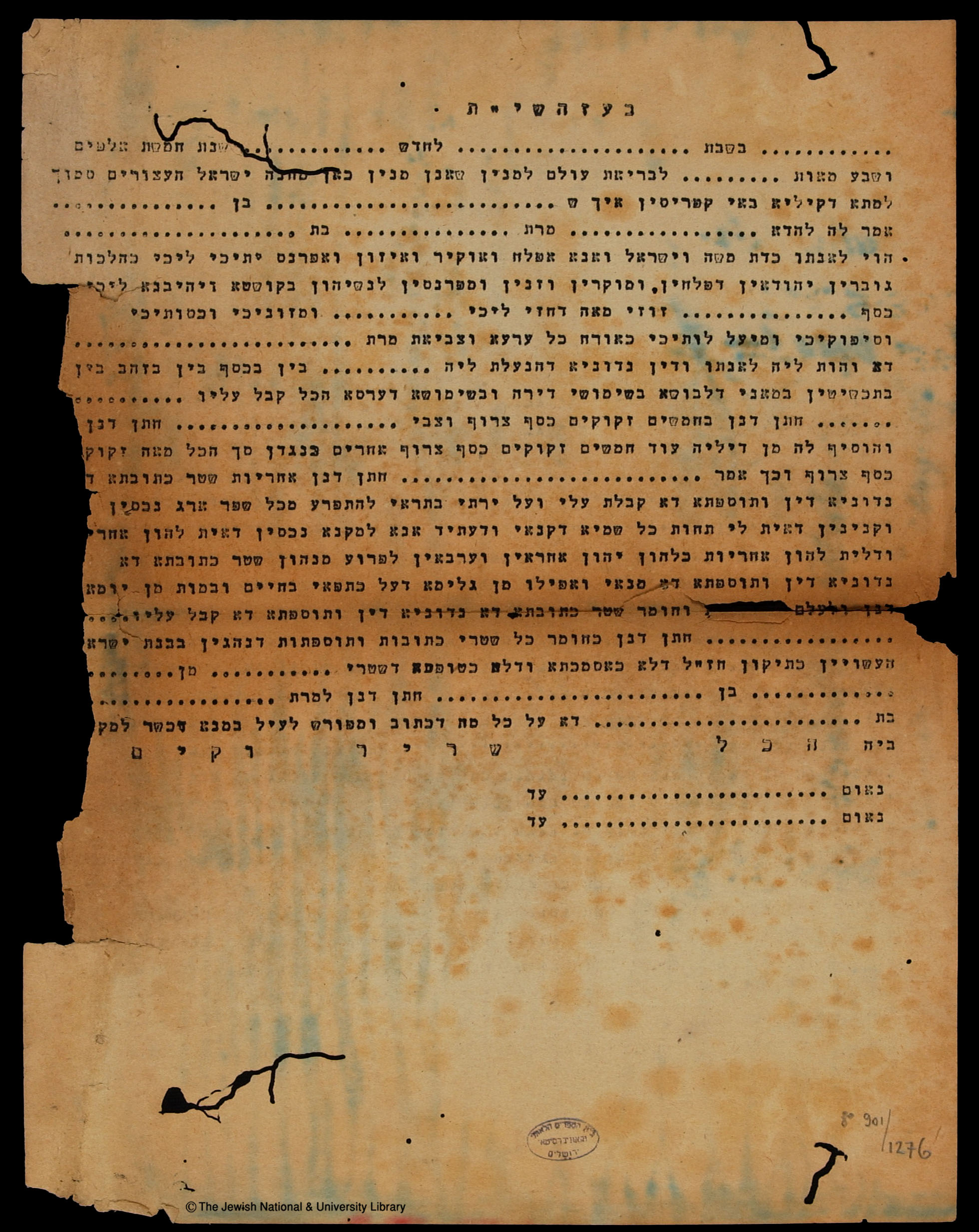
Ketouba de Chypre.
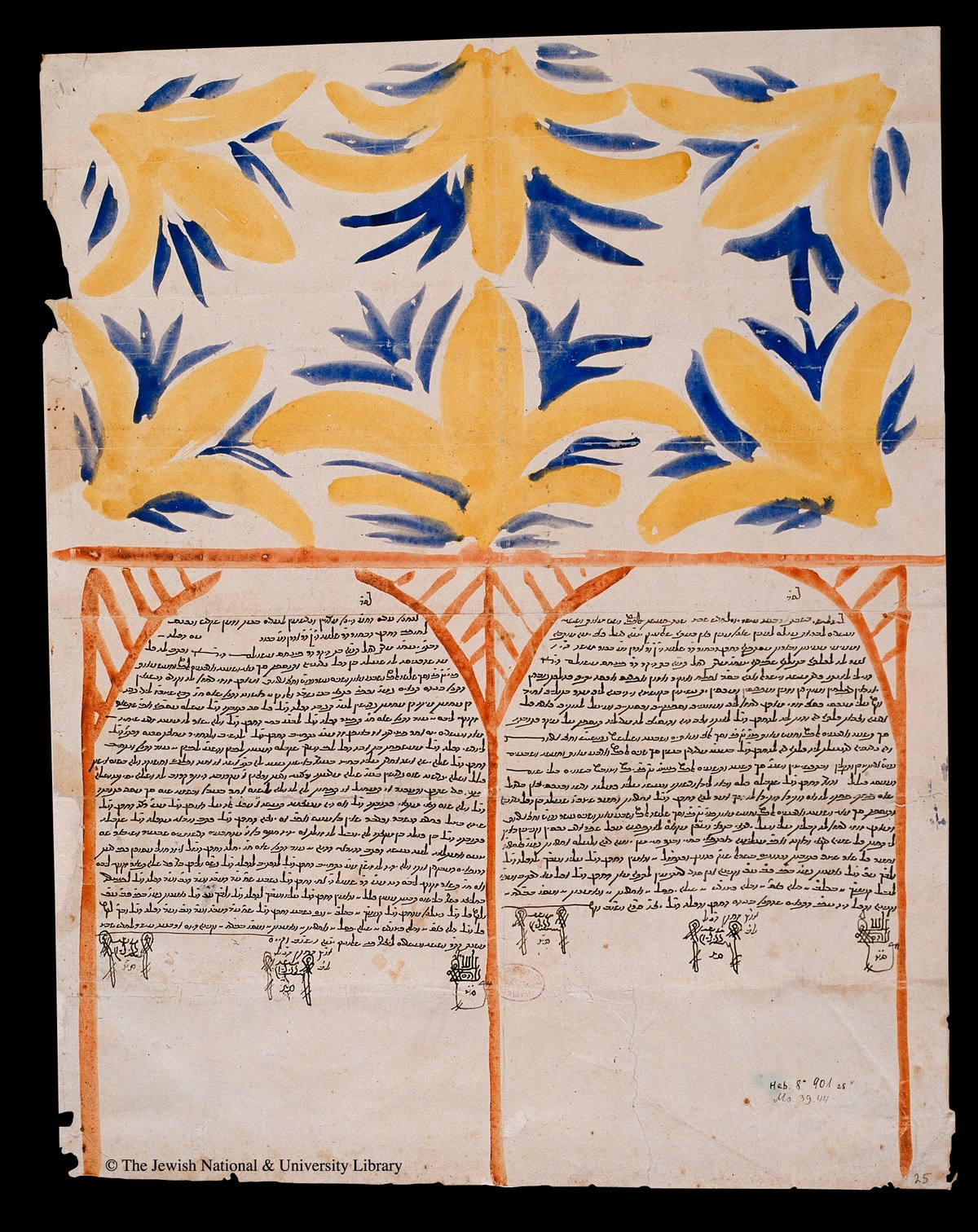
Ketouba de Grèce.
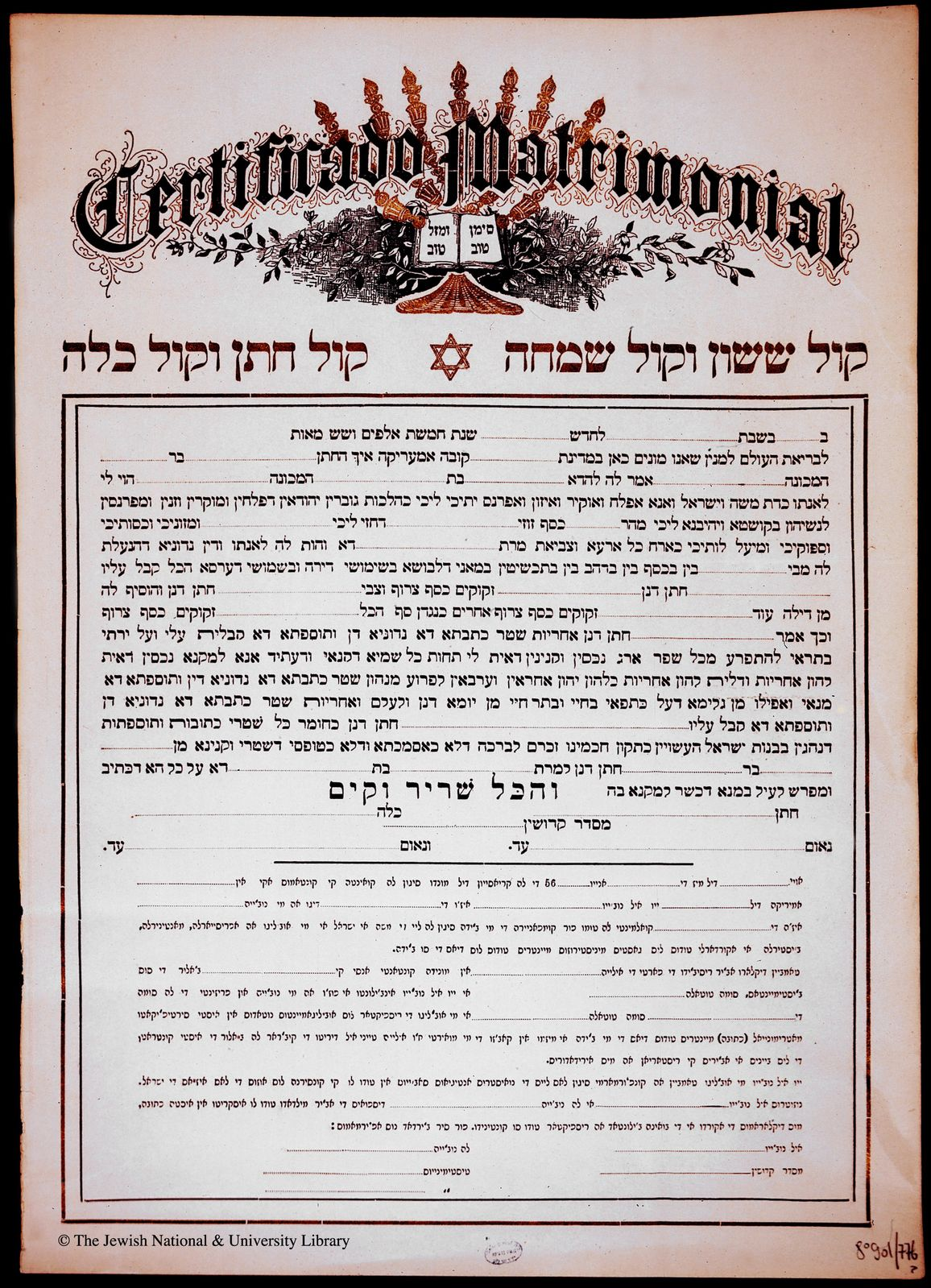
Ketouba de Cuba.
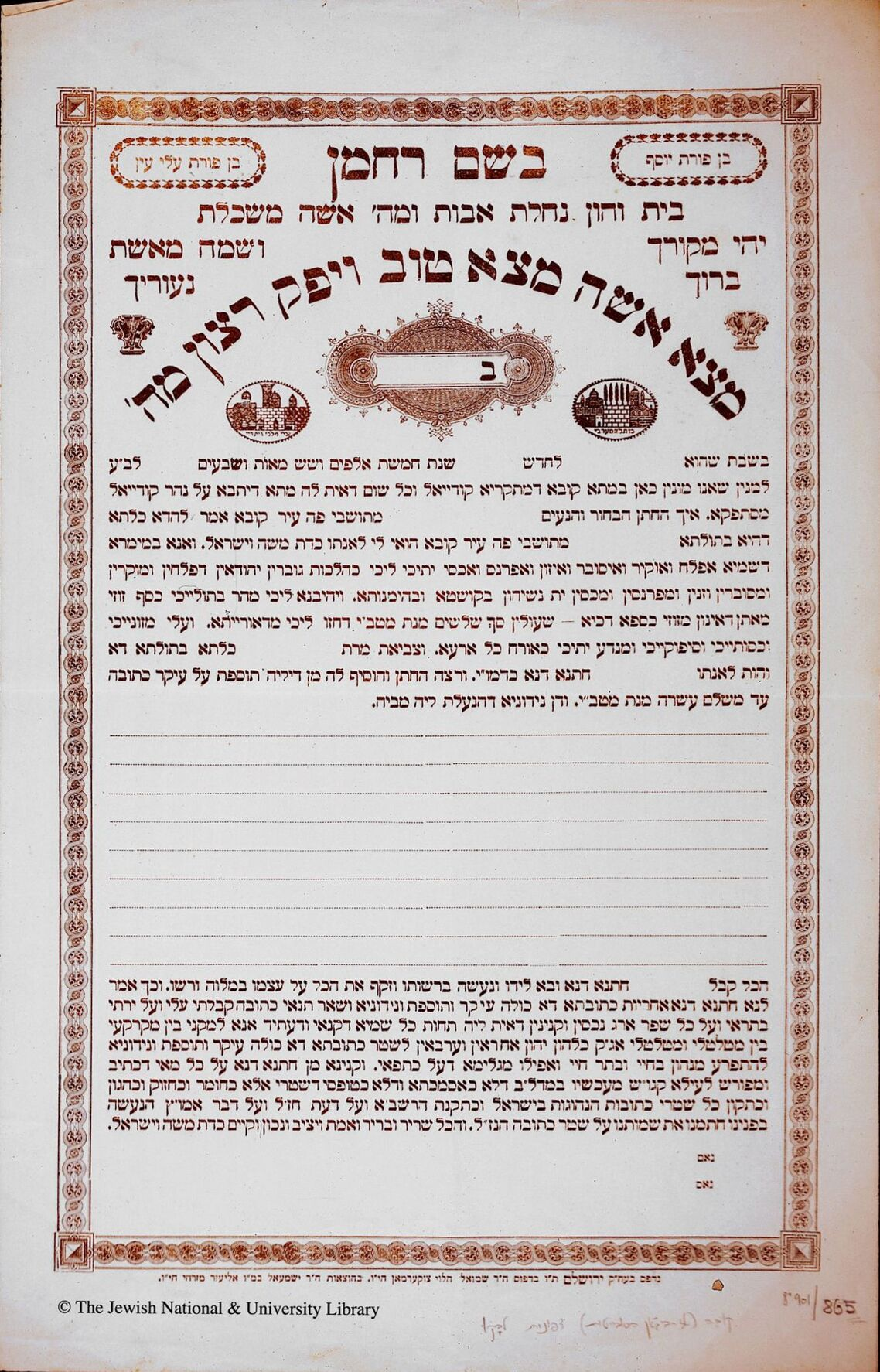
Ketouba d'Azerbaijan.
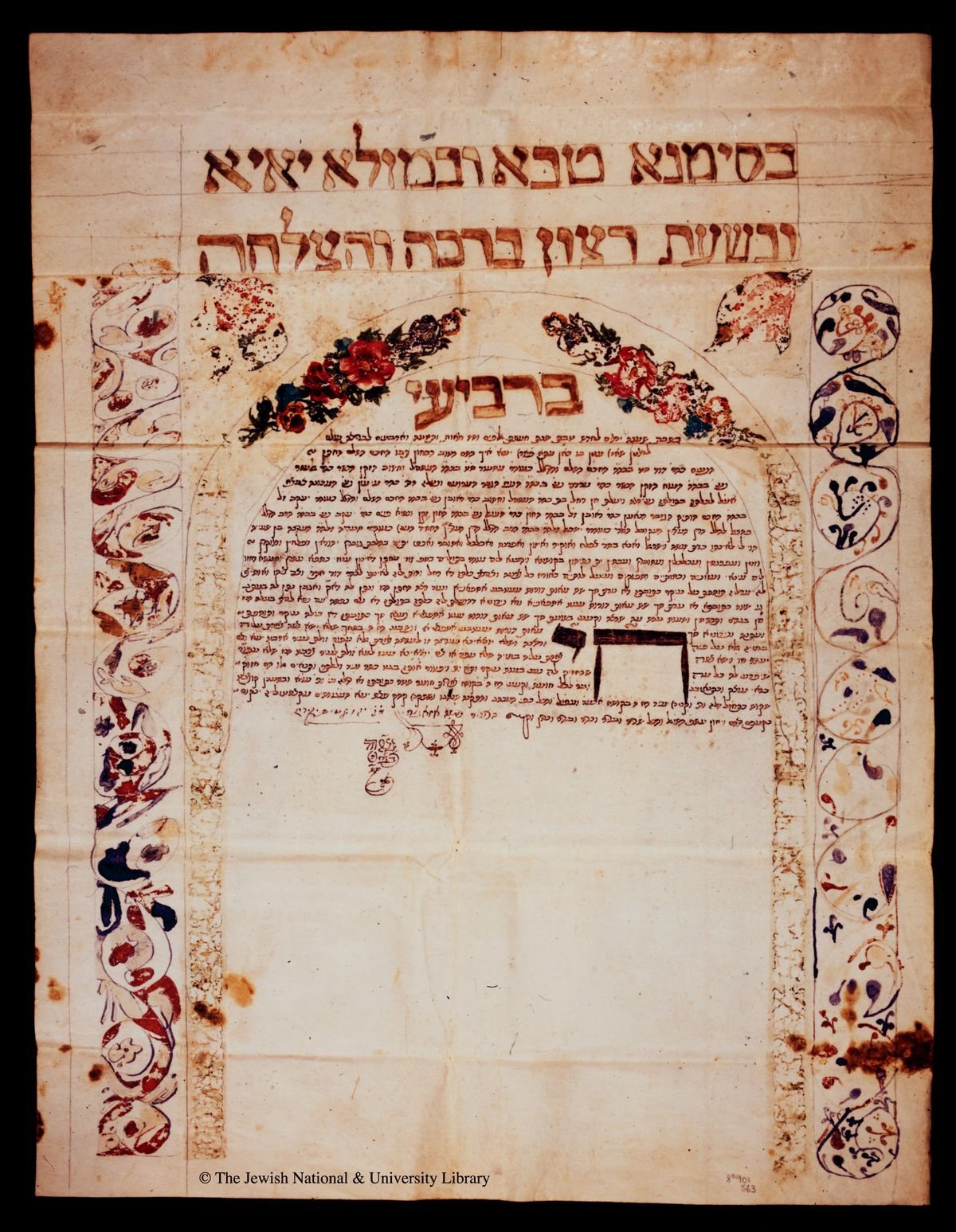
Ketouba du Portugal.
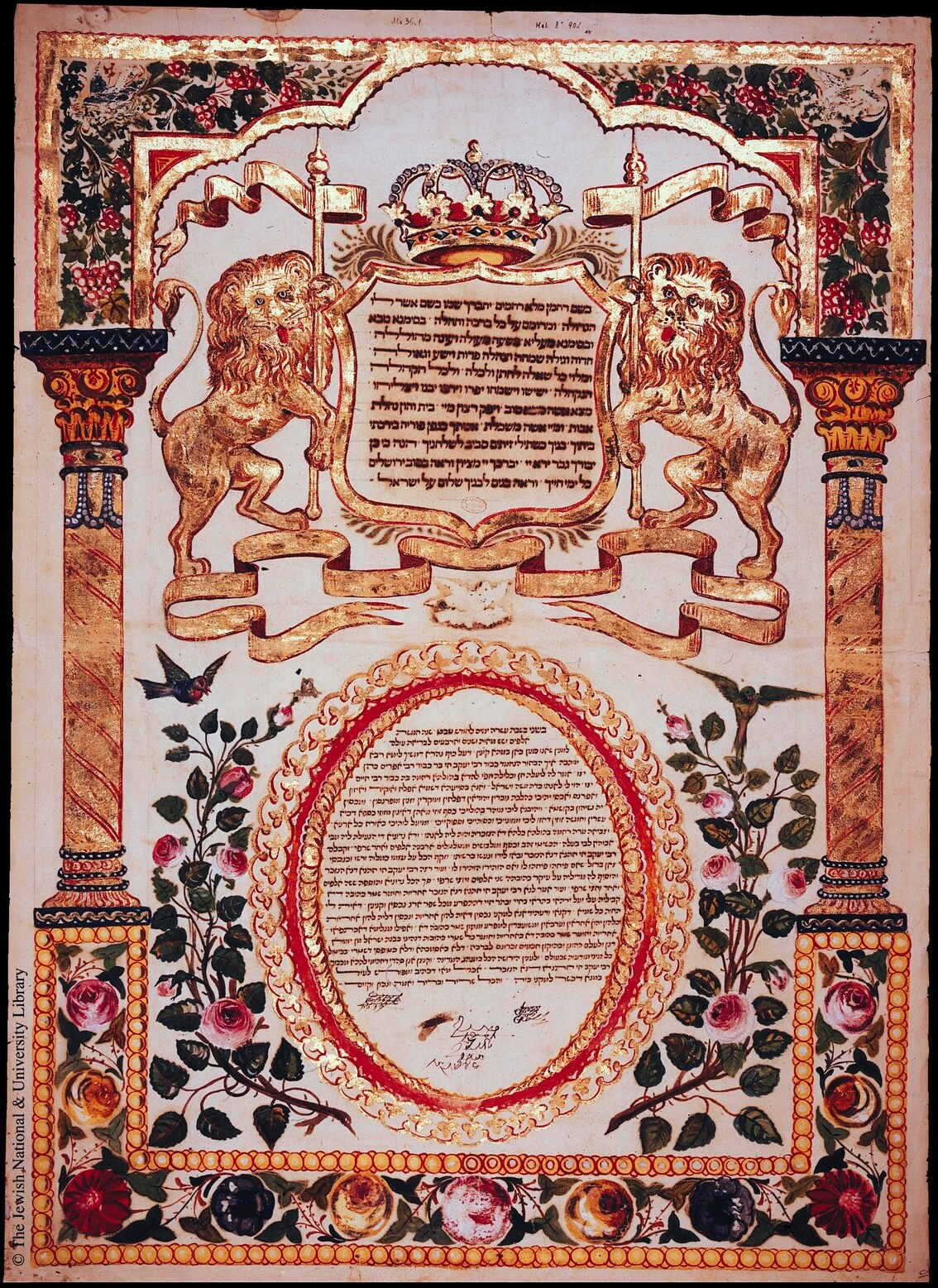
Ketouba d'Inde.
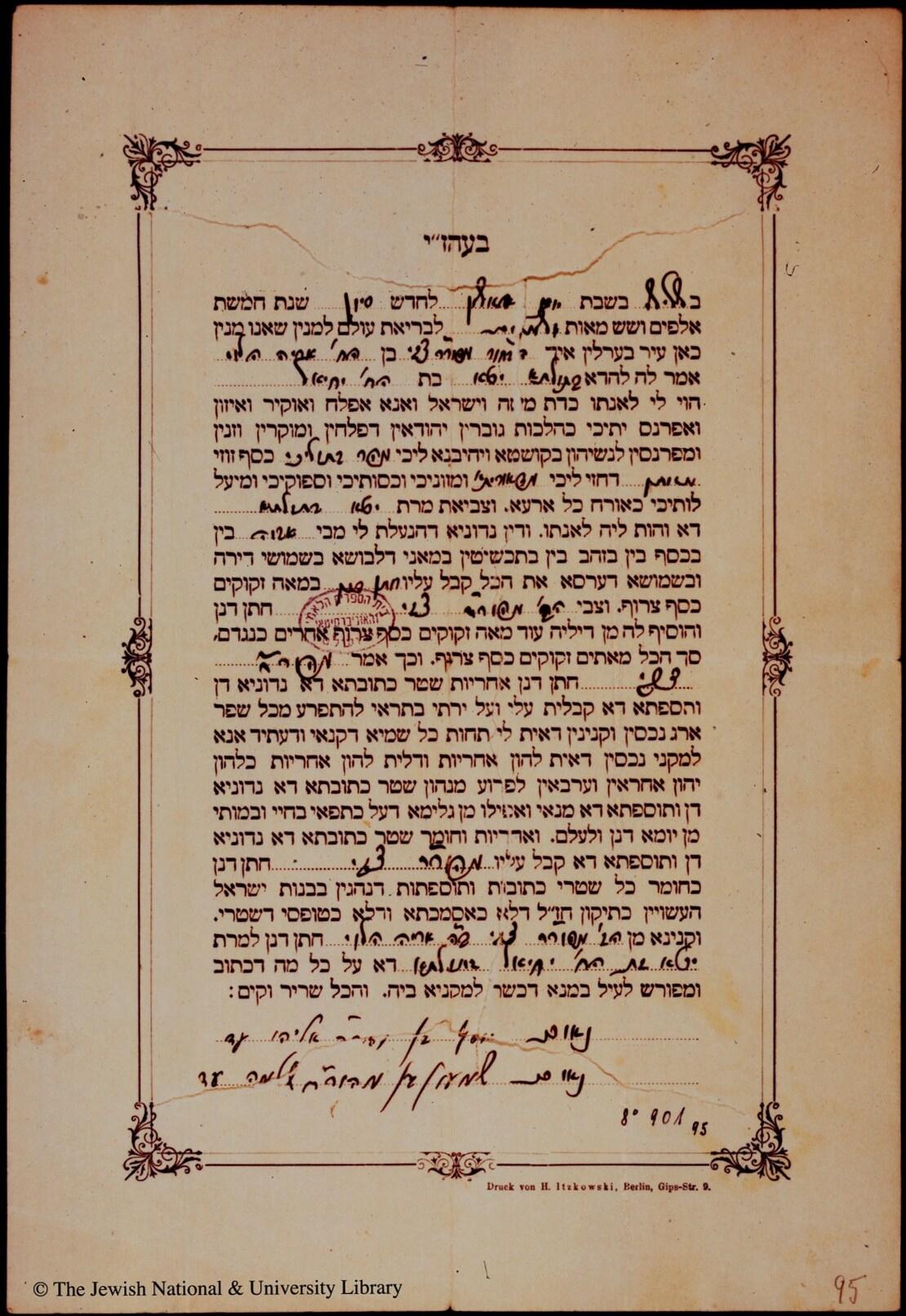
Ketouba d'Allemagne.
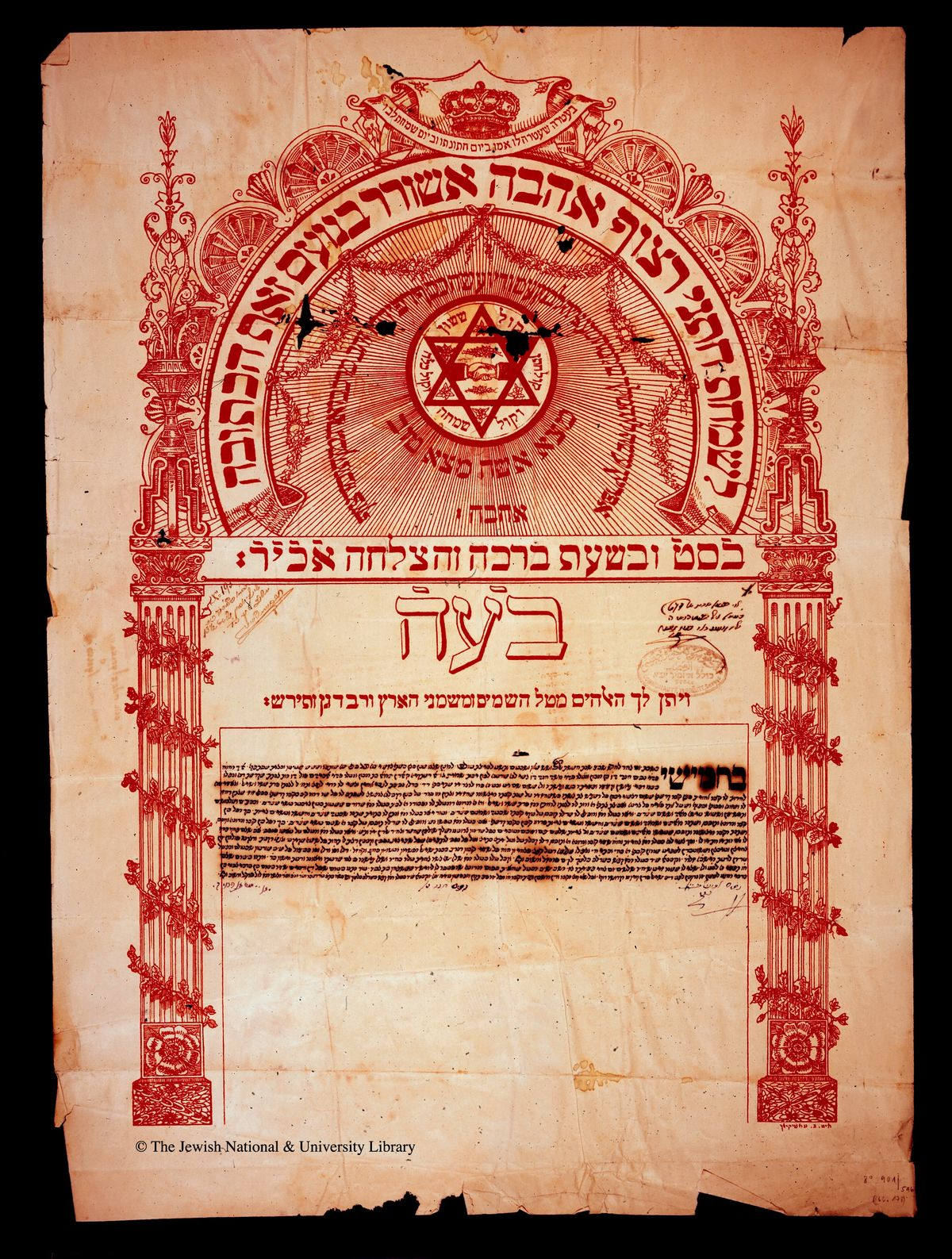
Ketouba de Turquie.
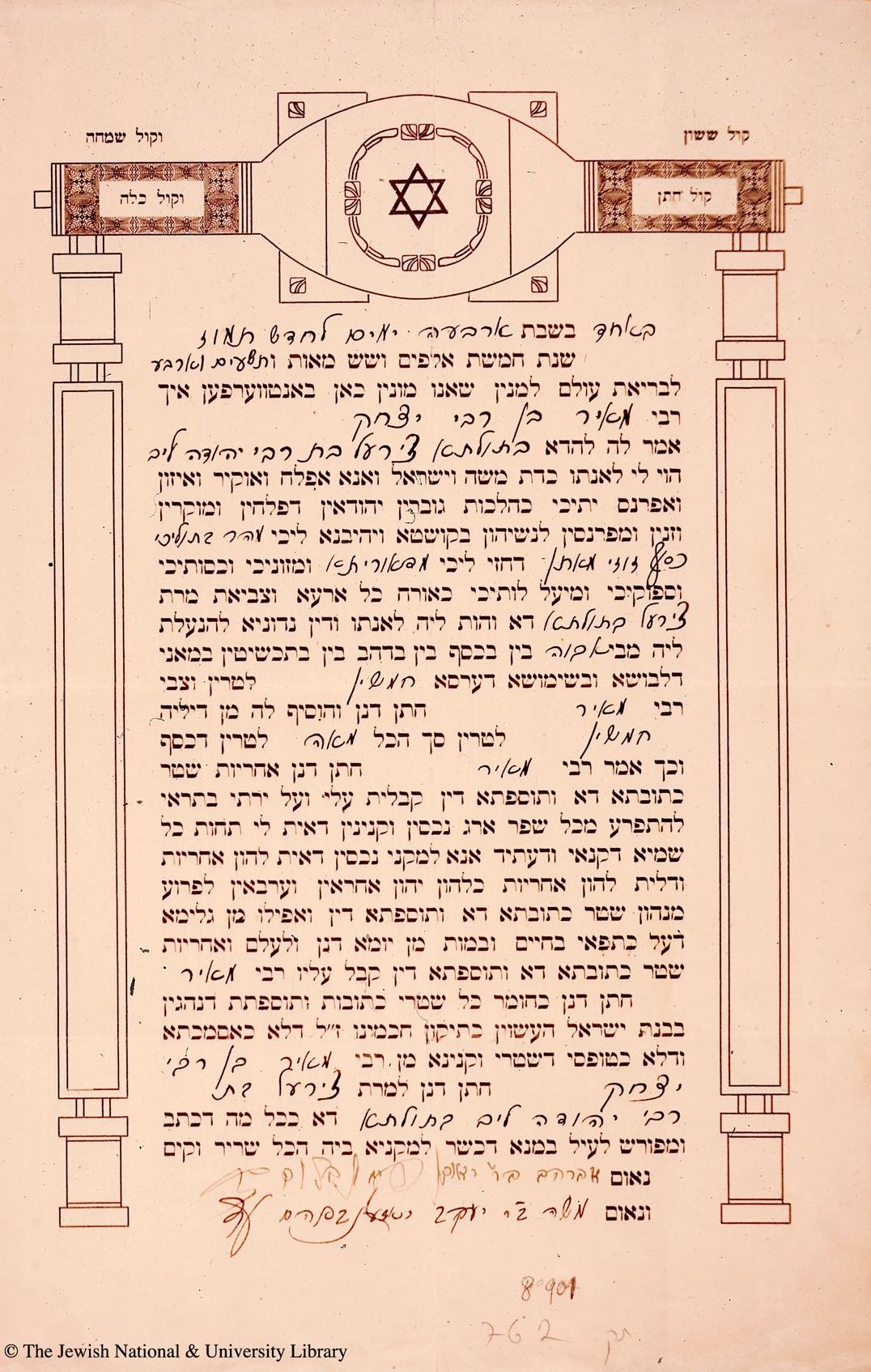
Ketouba de Belgique.
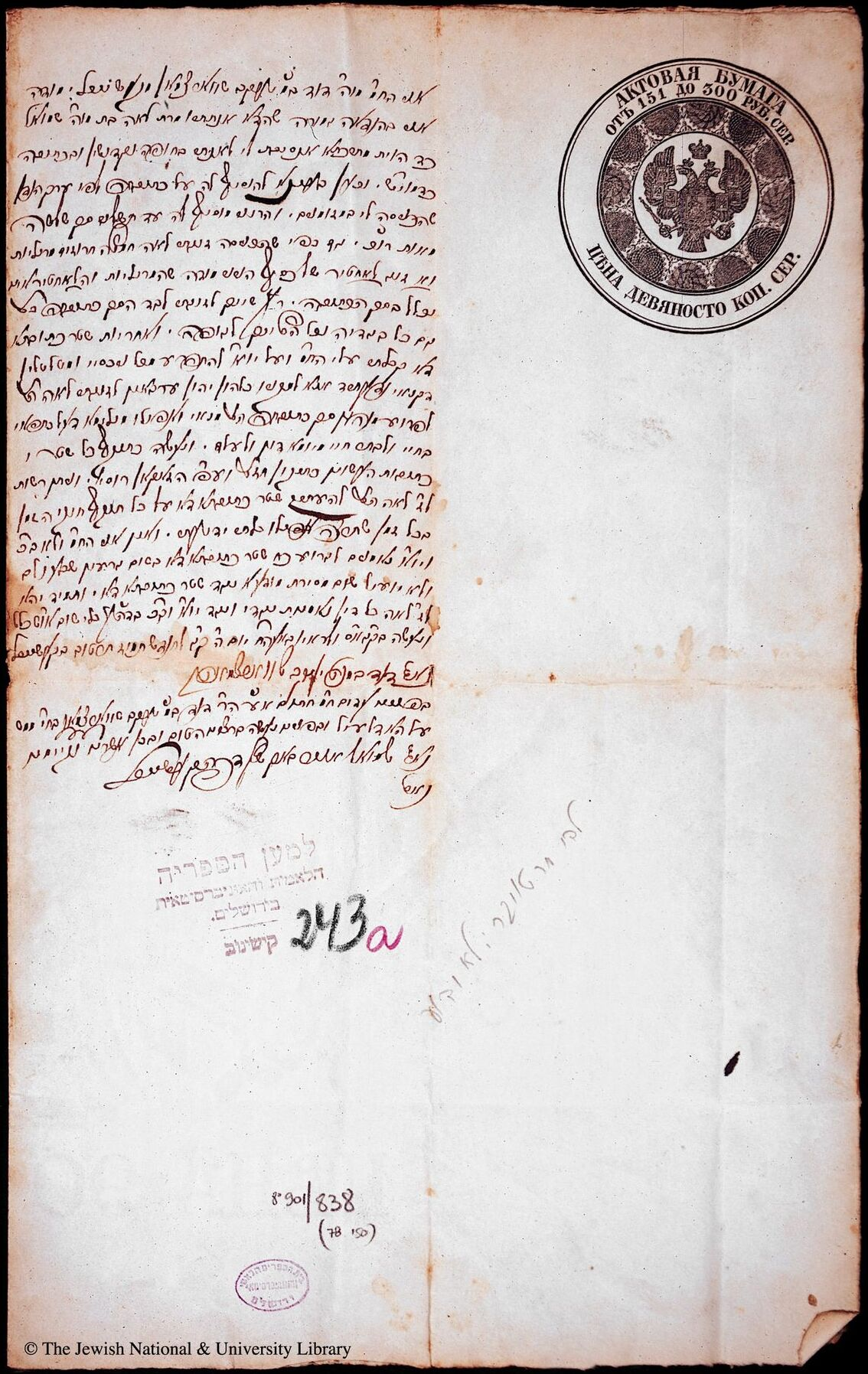
Ketouba de Moldavie.
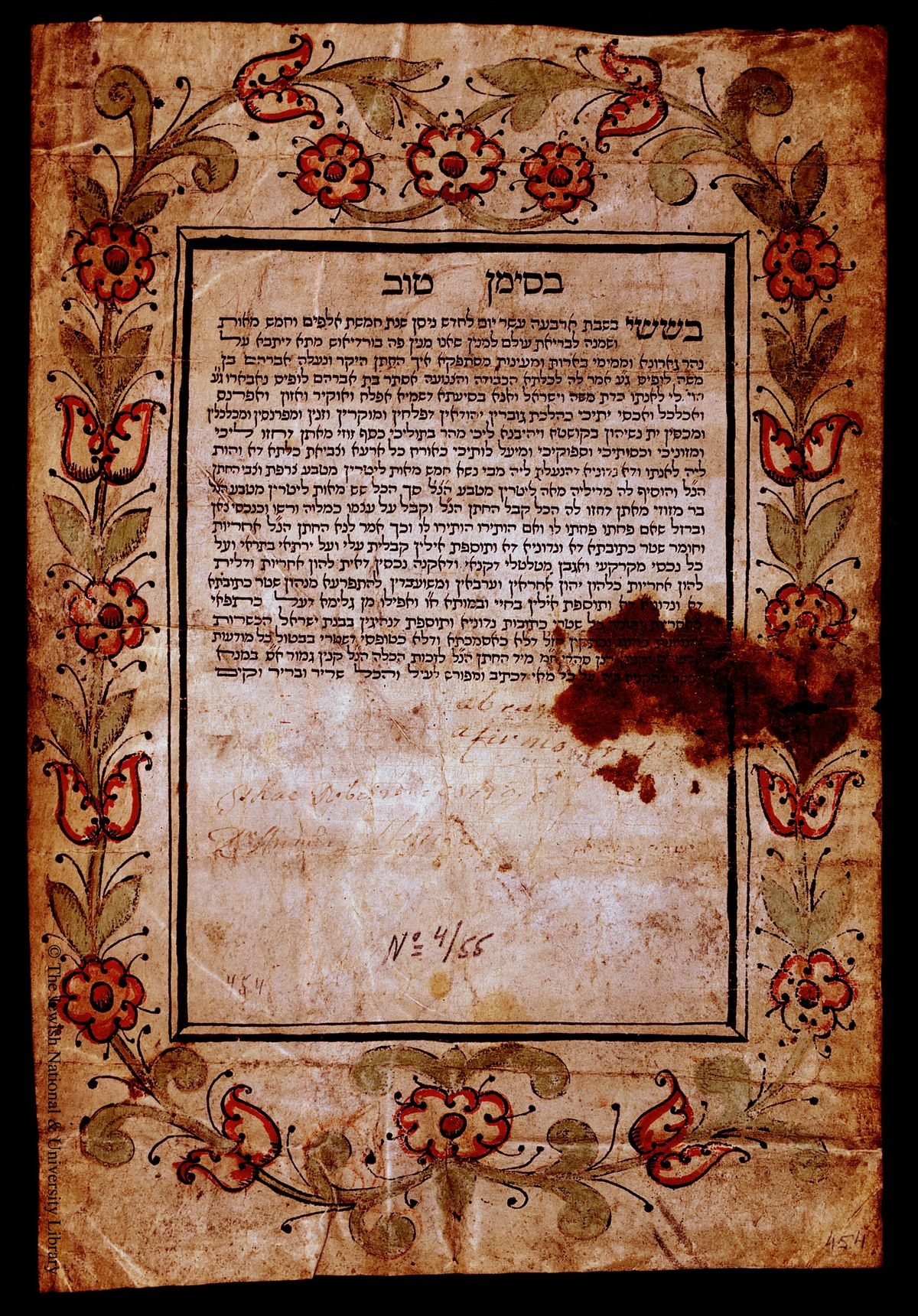
Ketouba de France.
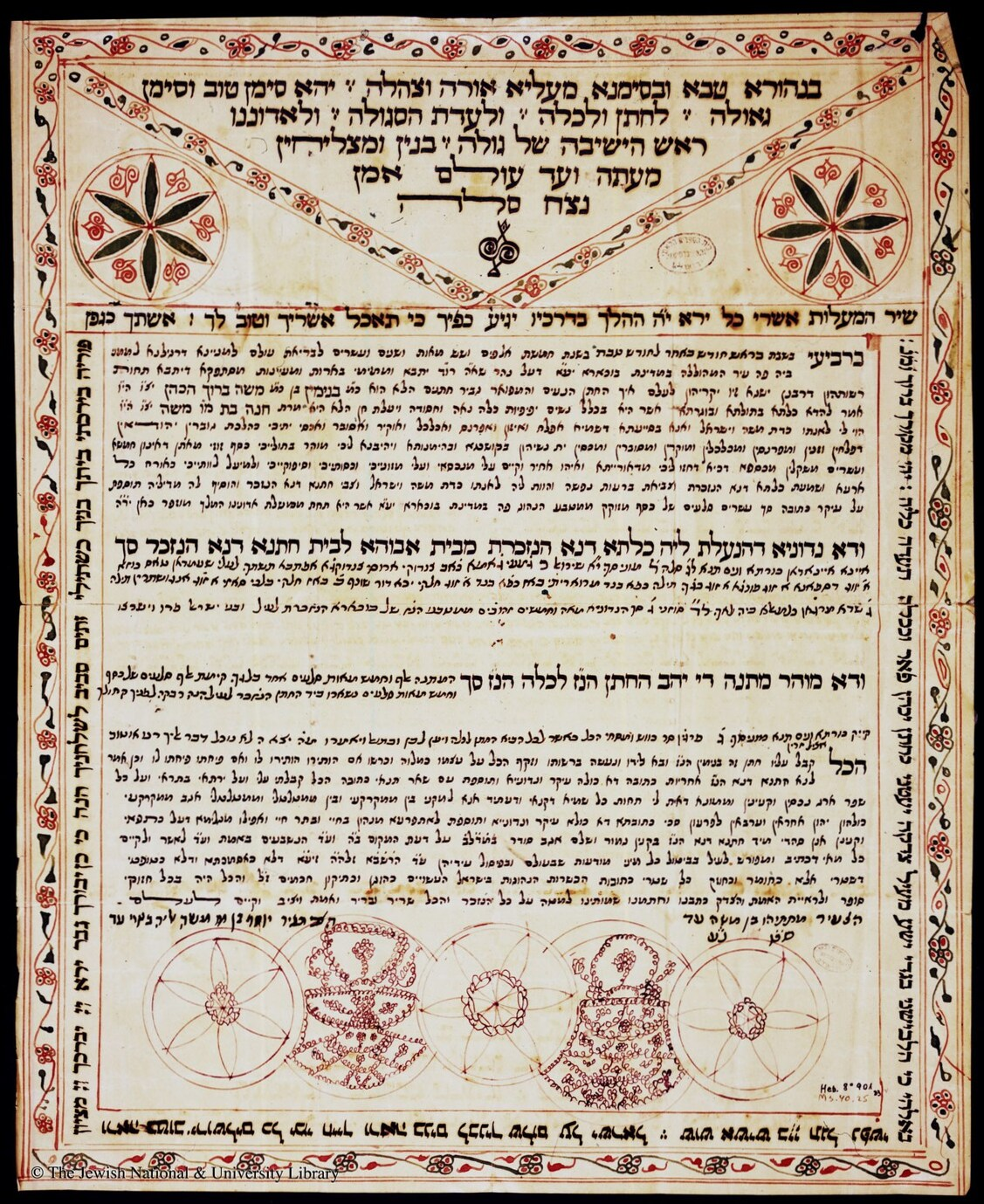
Ketouba d'Ouzbekistan.
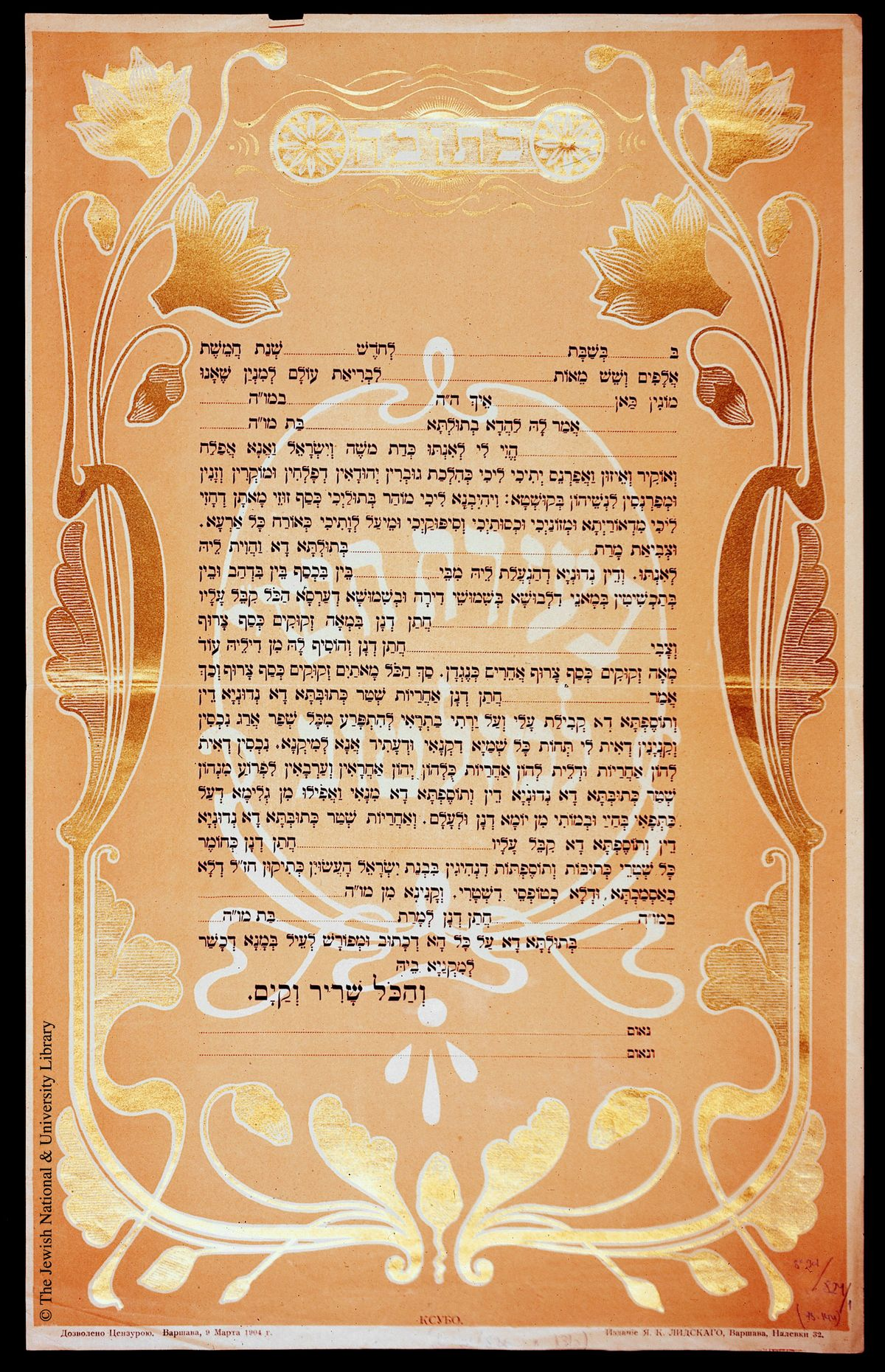
Ketouba de Pologne.
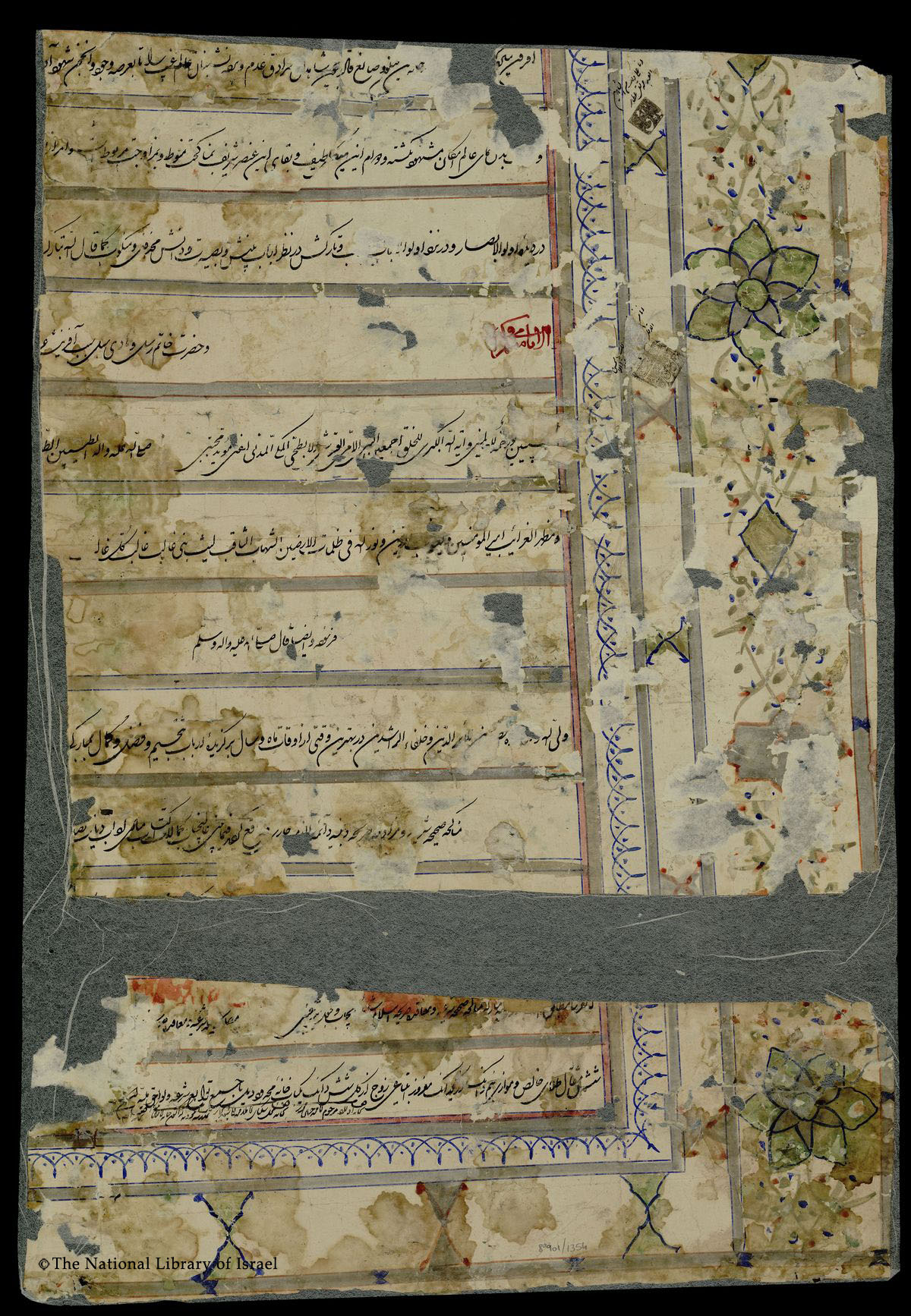
Ketouba d'Iran.
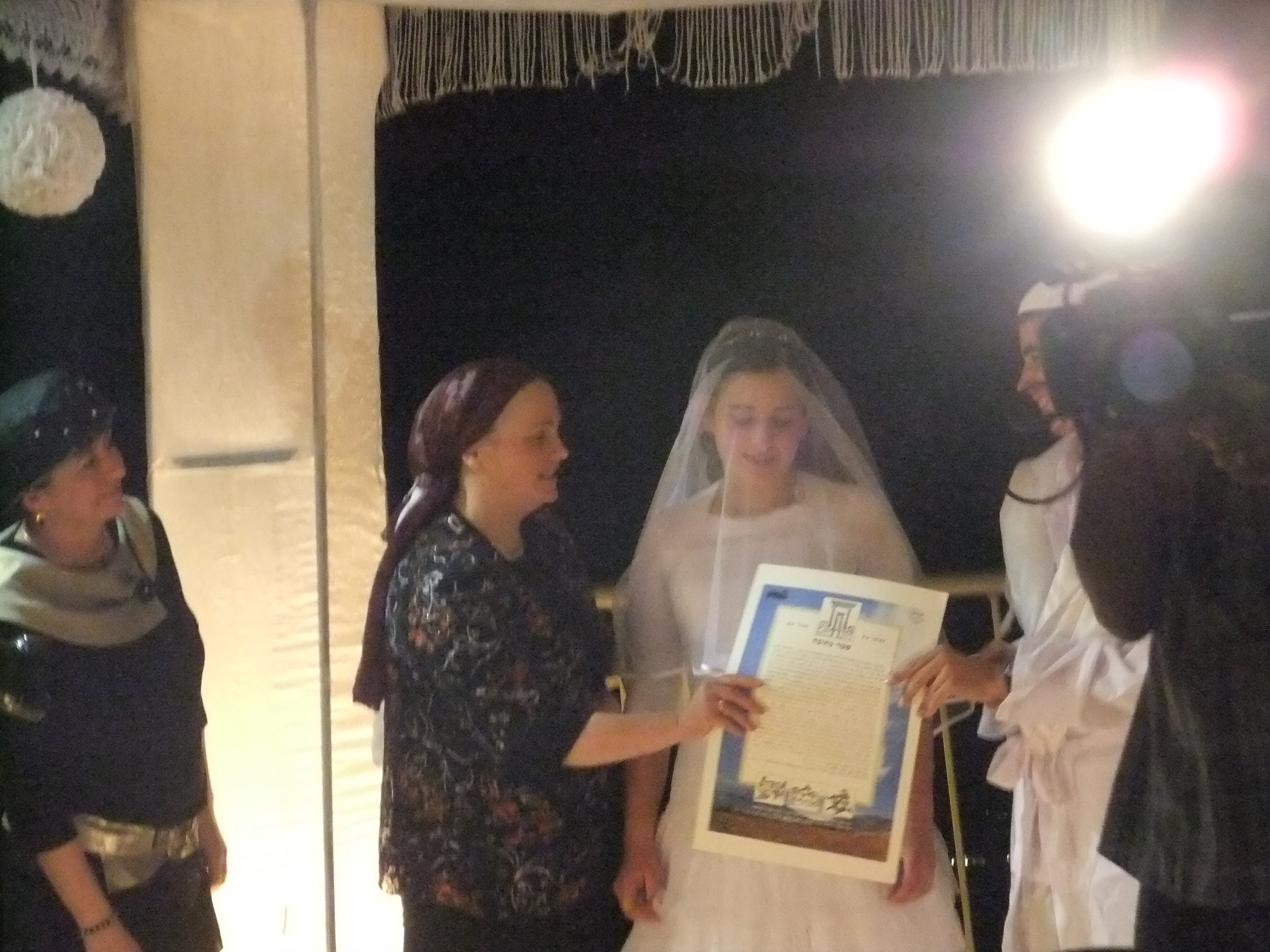
Remise de la ketoubah à la mariée, Israël, 2011